# Biserica unitariană din Sânmiclăuș

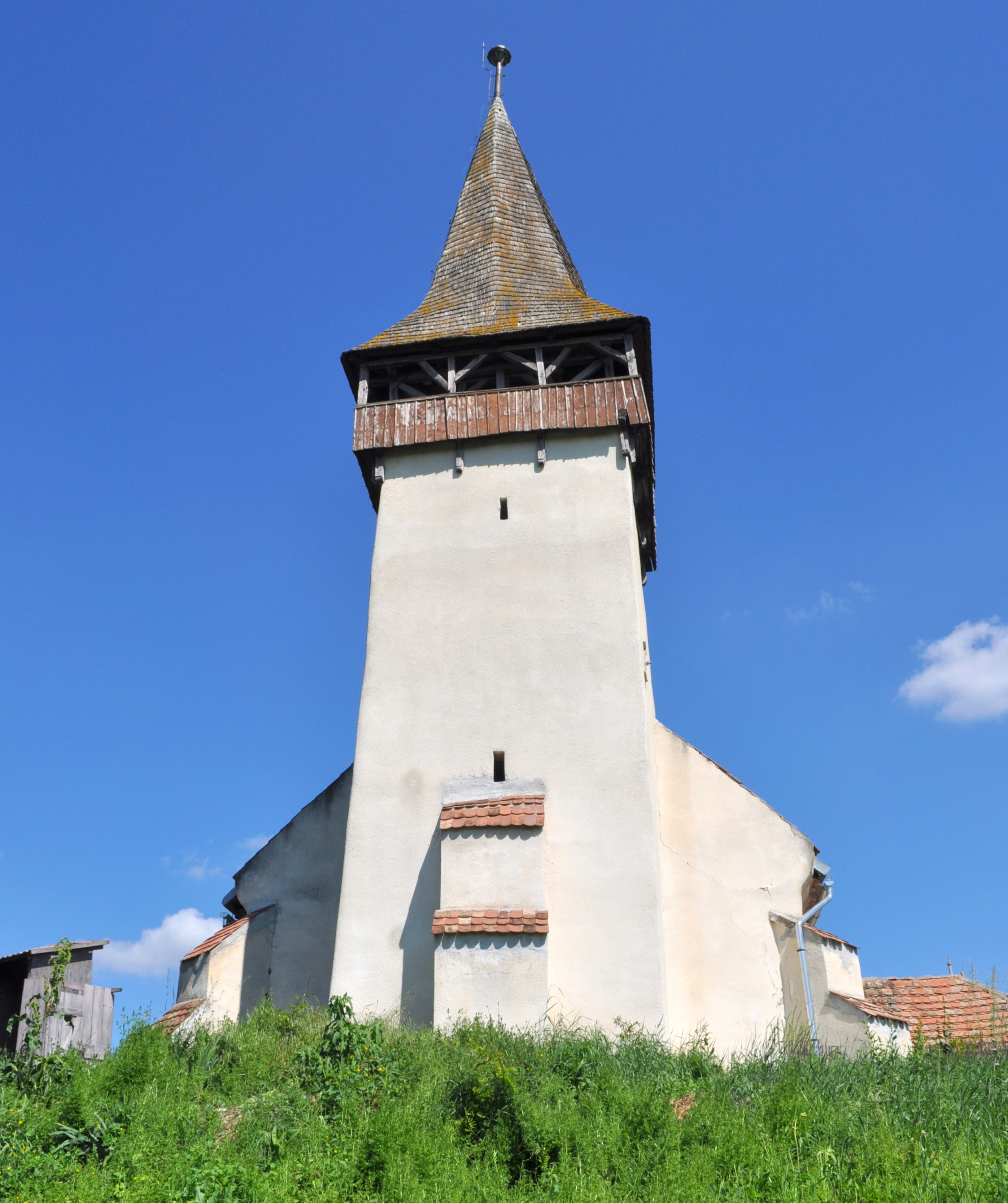
Turnul-clopotniță

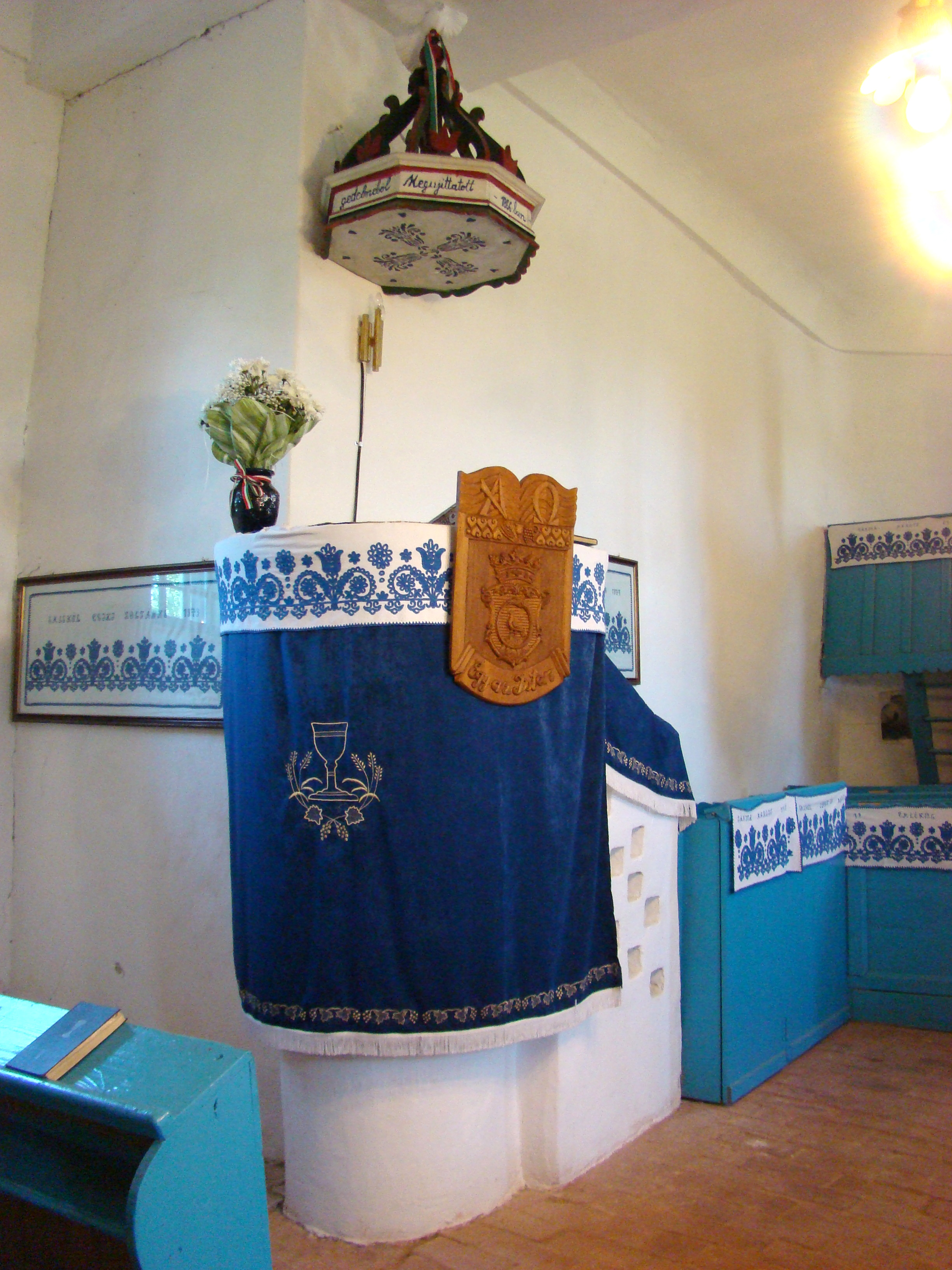
Amvonul

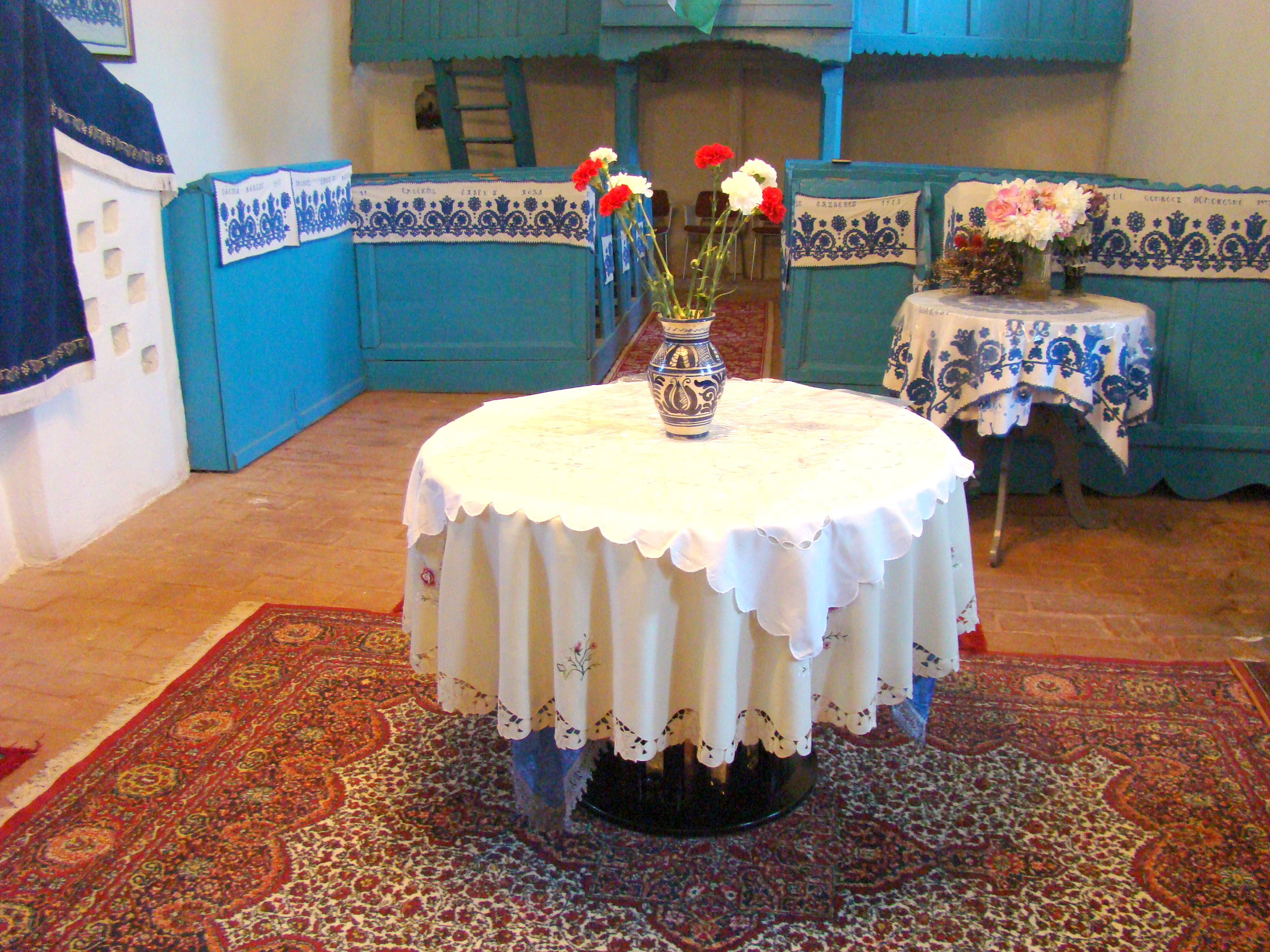
Masa Domnului

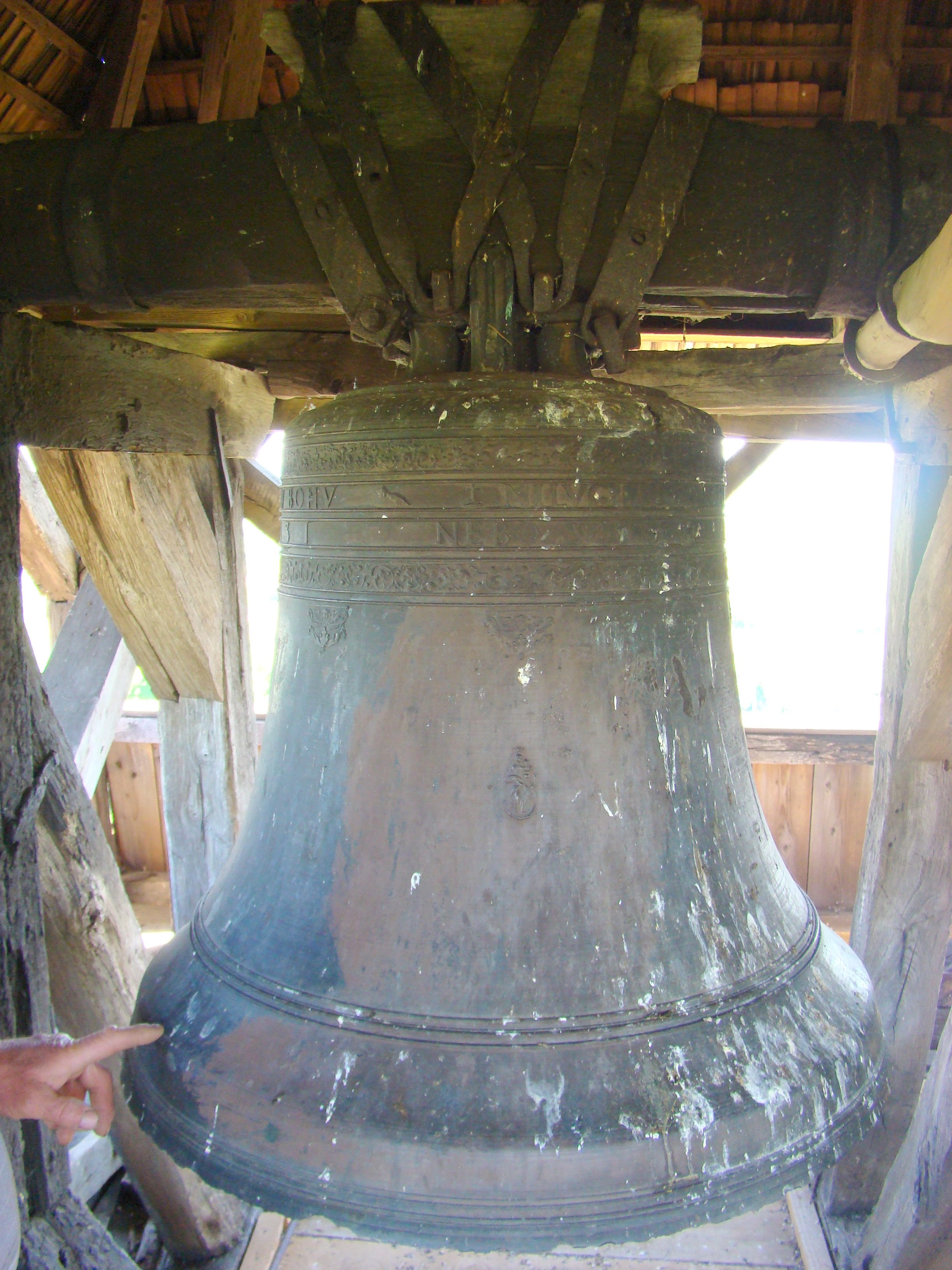
Unul dintre clopote

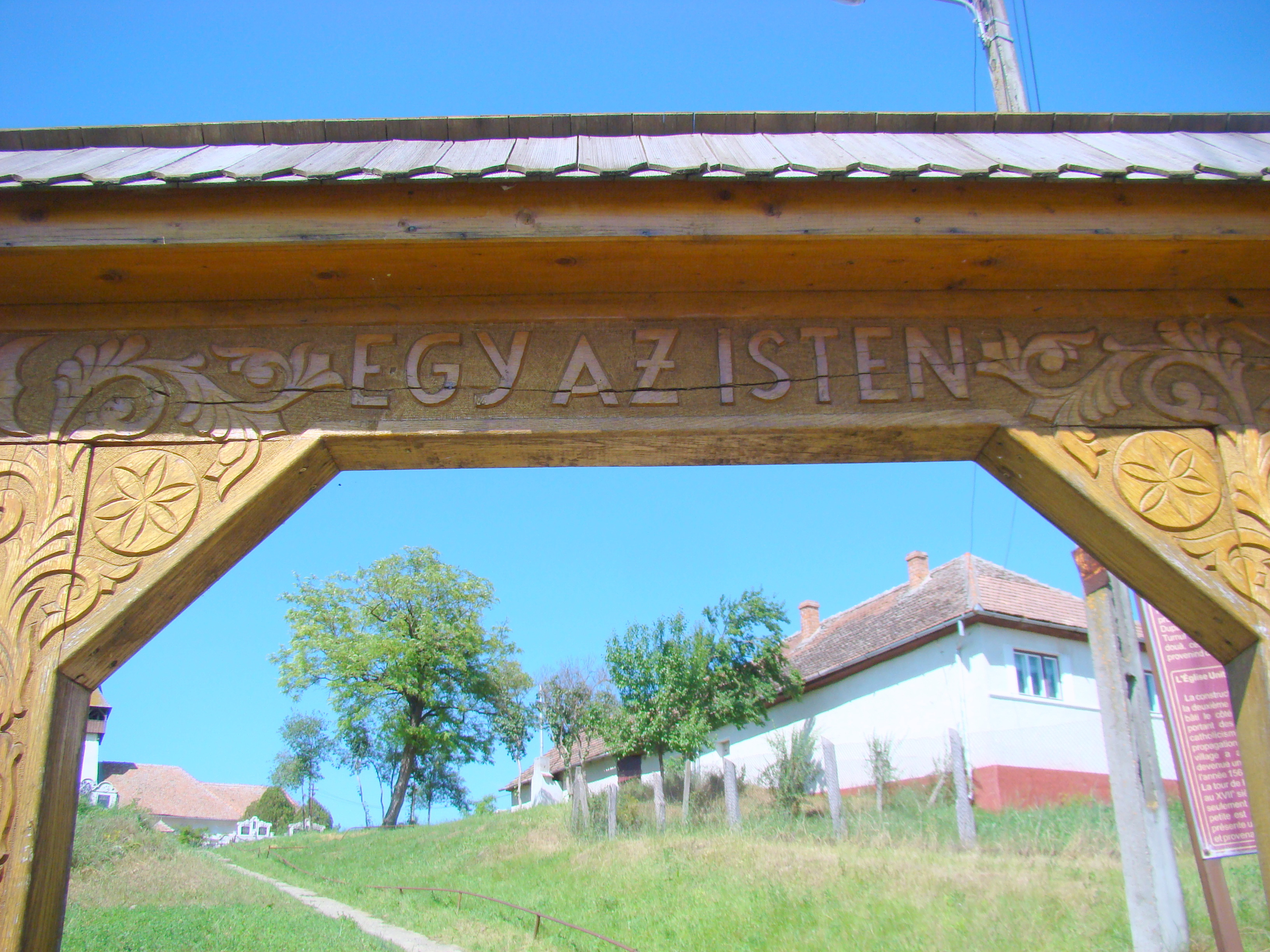
Poarta de lemn (detaliu)

Biserica unitariană din Sânmiclăuș este un monument istoric aflat pe teritoriul satului Sânmiclăuș; comuna Șona. Turnul bisericii a ars în data de 2 octombrie 2019.

## Localitatea
Sânmiclăuș (în maghiară Bethlenszentmiklós, Szászszentmiklós, Oláhszentmiklós, colocvial Szentmiklós, în dialectul săsesc Klosdref, Kluisderf, în germană Betelsdorf, Klosdorf bei Kleinkopisch) este un sat în comuna Șona din județul Alba, Transilvania, România.

## Biserica
Din construcția anterioară, ce data din a doua jumătate a secolului al XIII-lea, s-a mai păstrat doar absida. Restul este rezulattul amenajărilor din secolul XVII, când a fost adăugat turnul, și din secolul XVIII, când vechile bolți au fost înlocuite cu cele actuale, cu decorație în stuc.

## Imagini din exterior

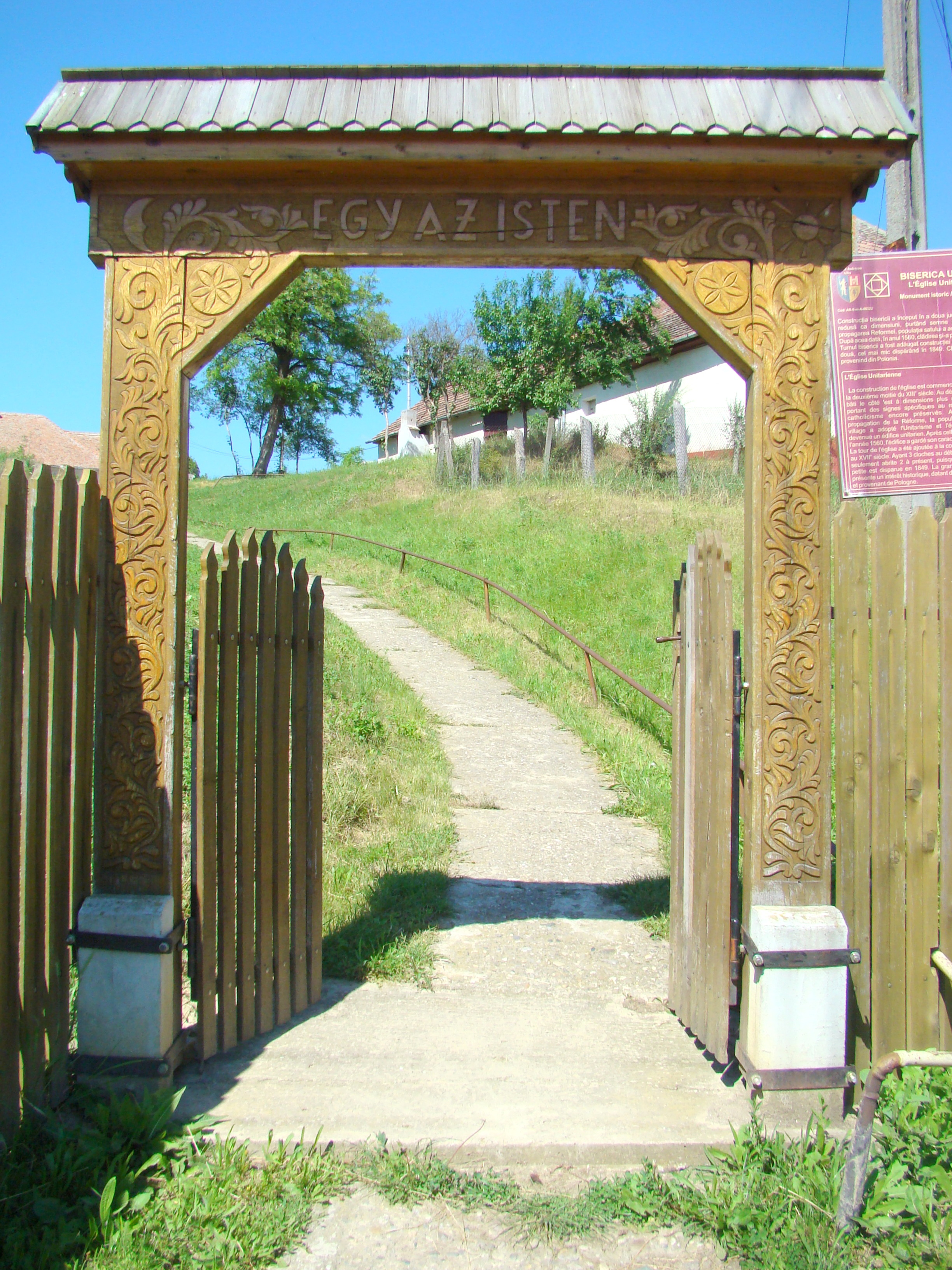
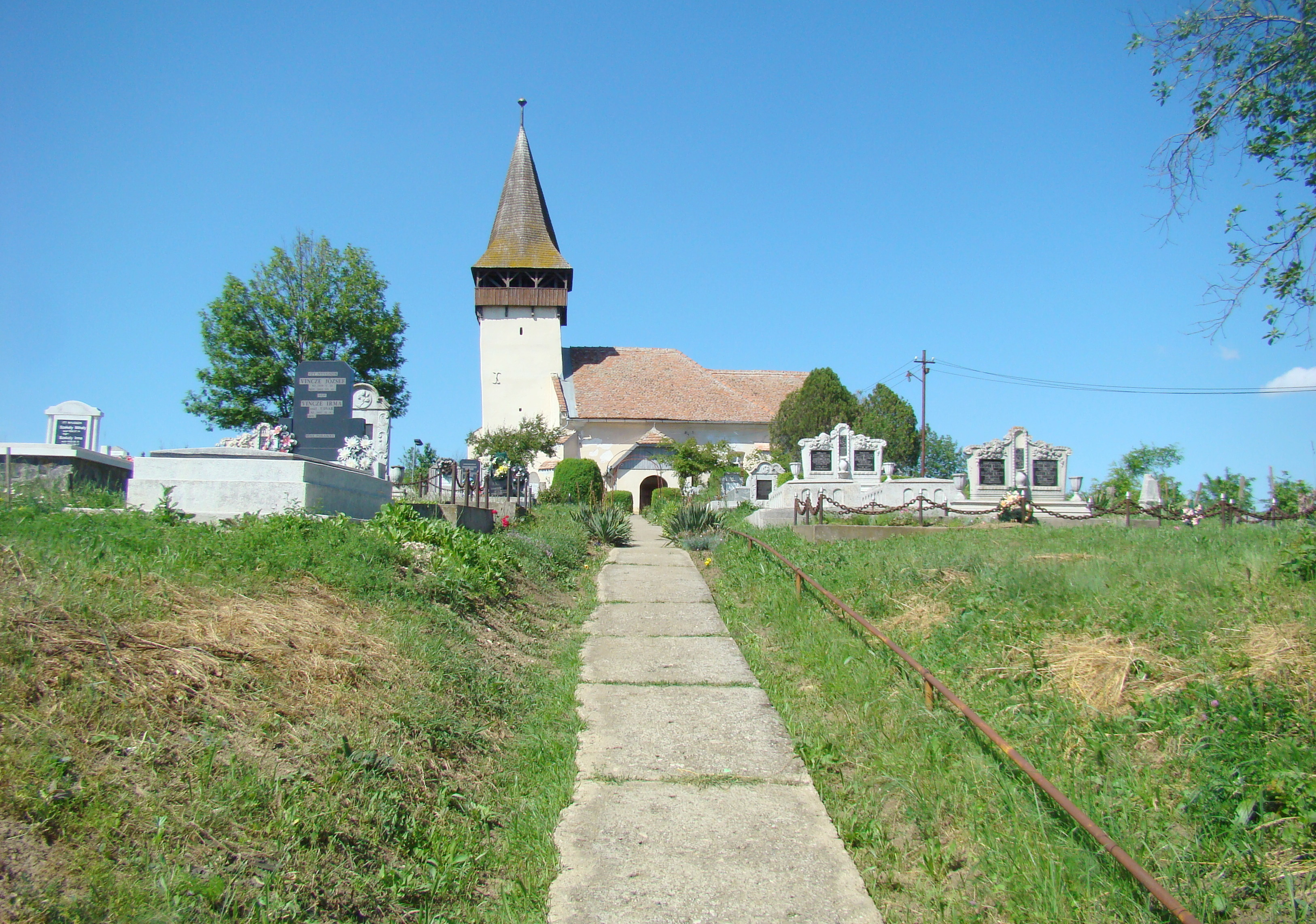
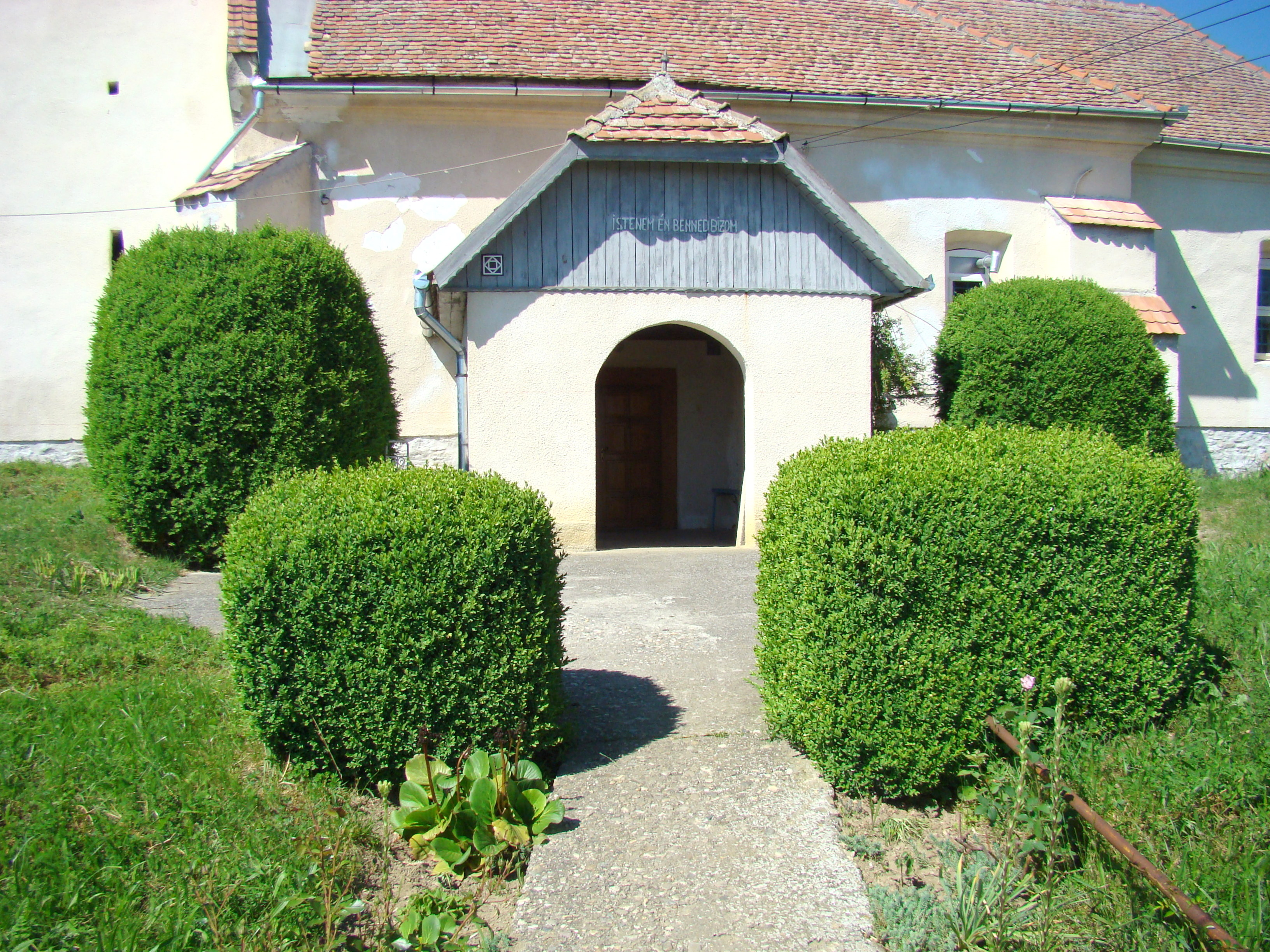
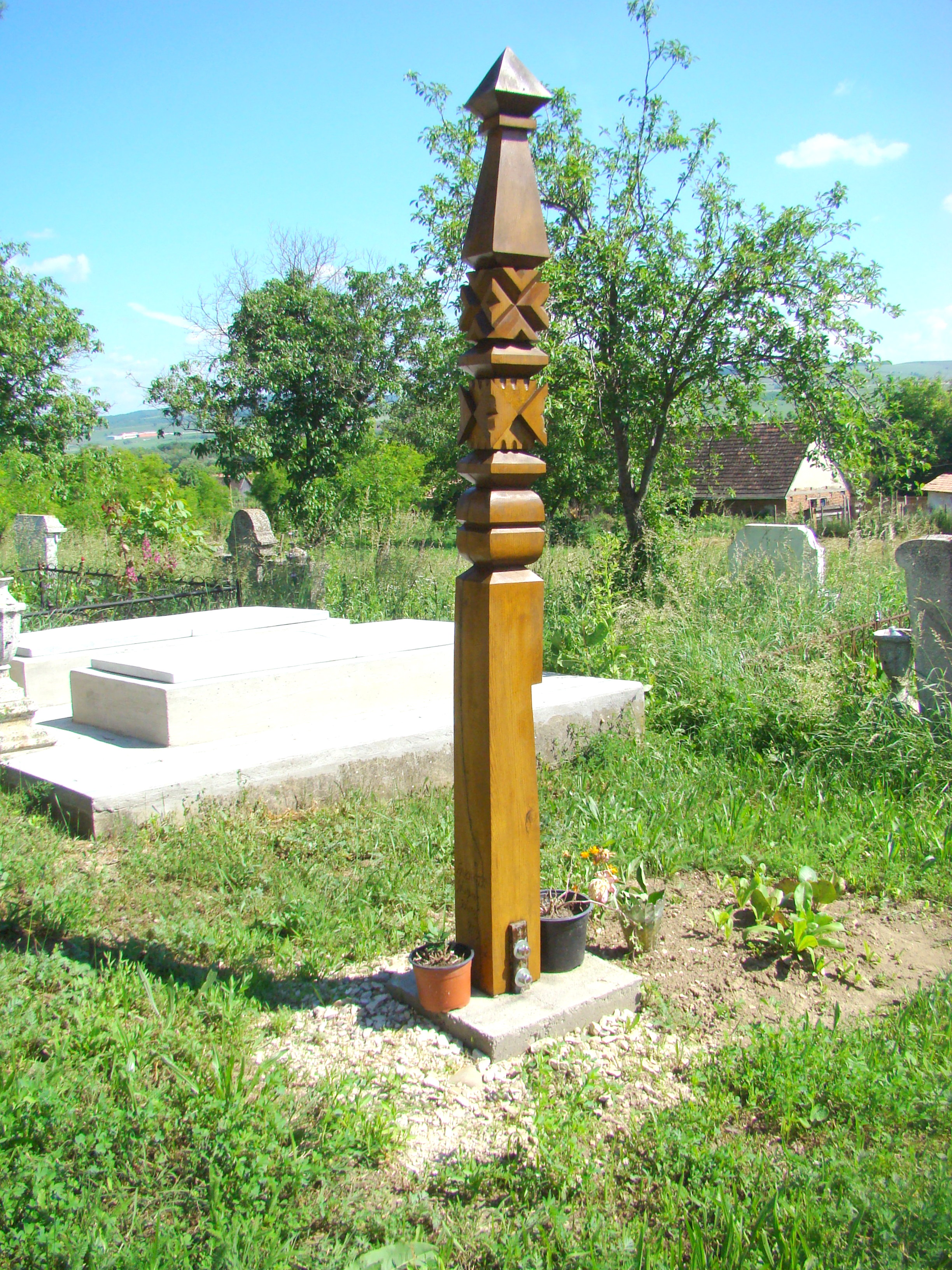
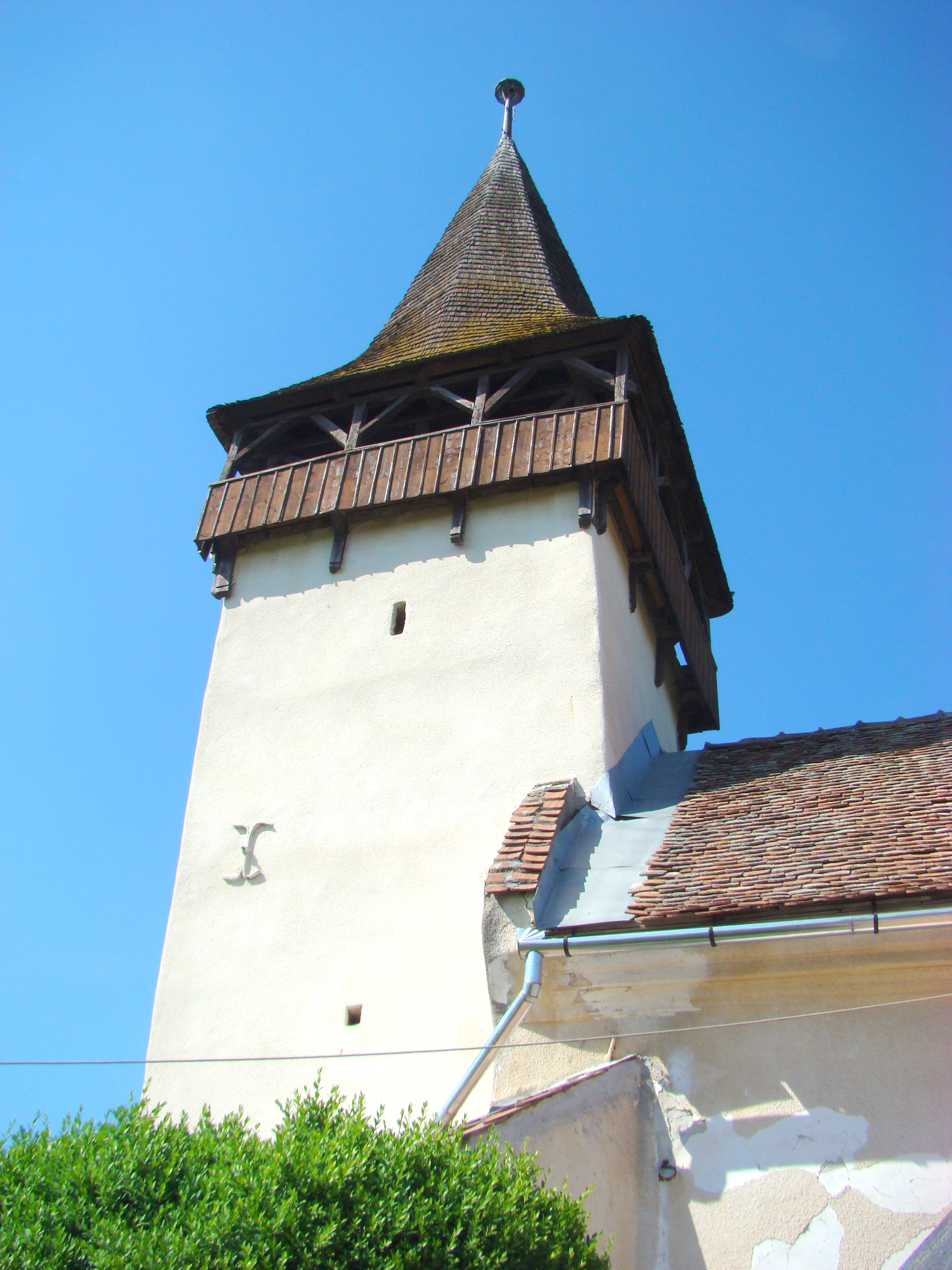
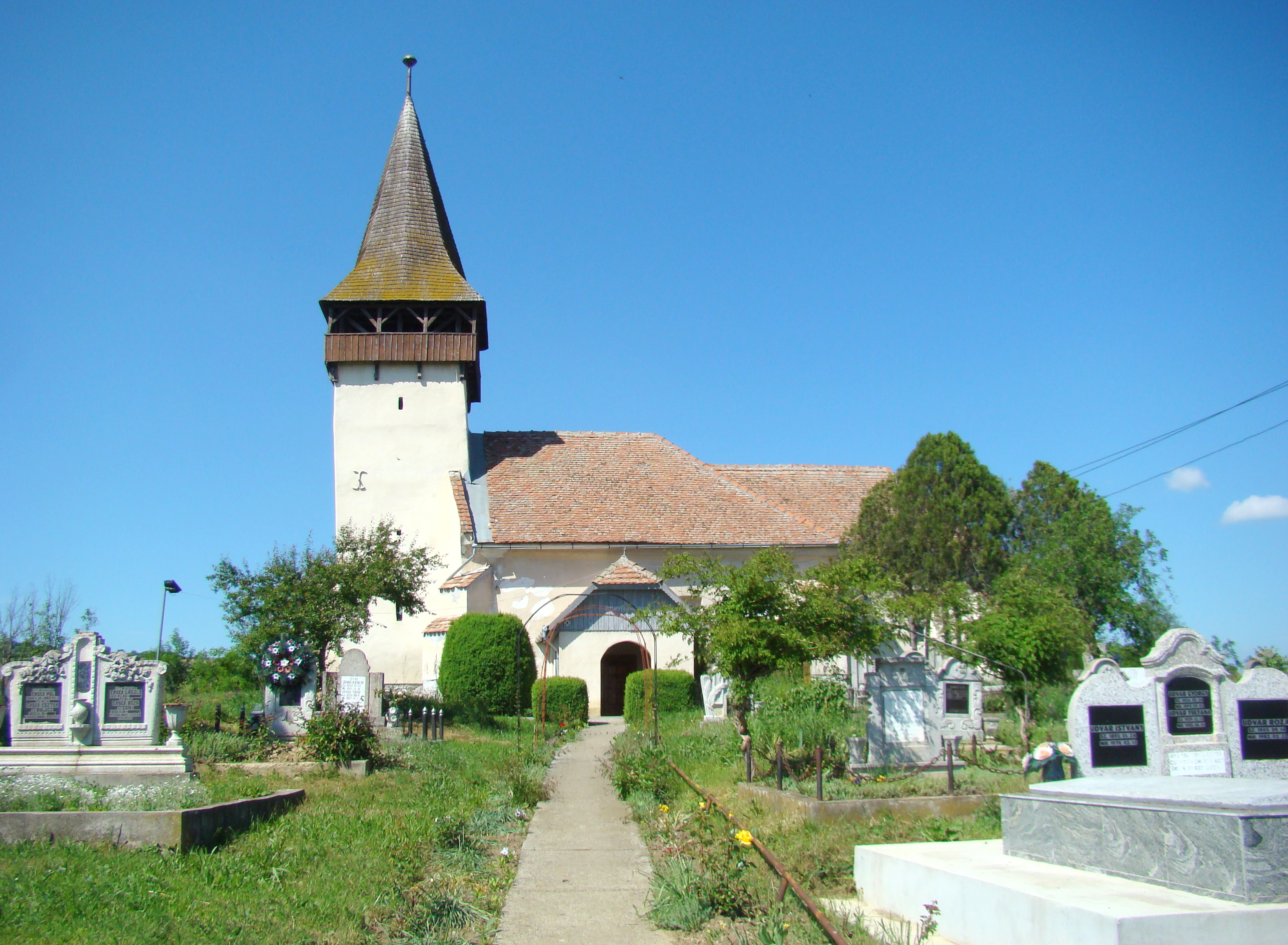
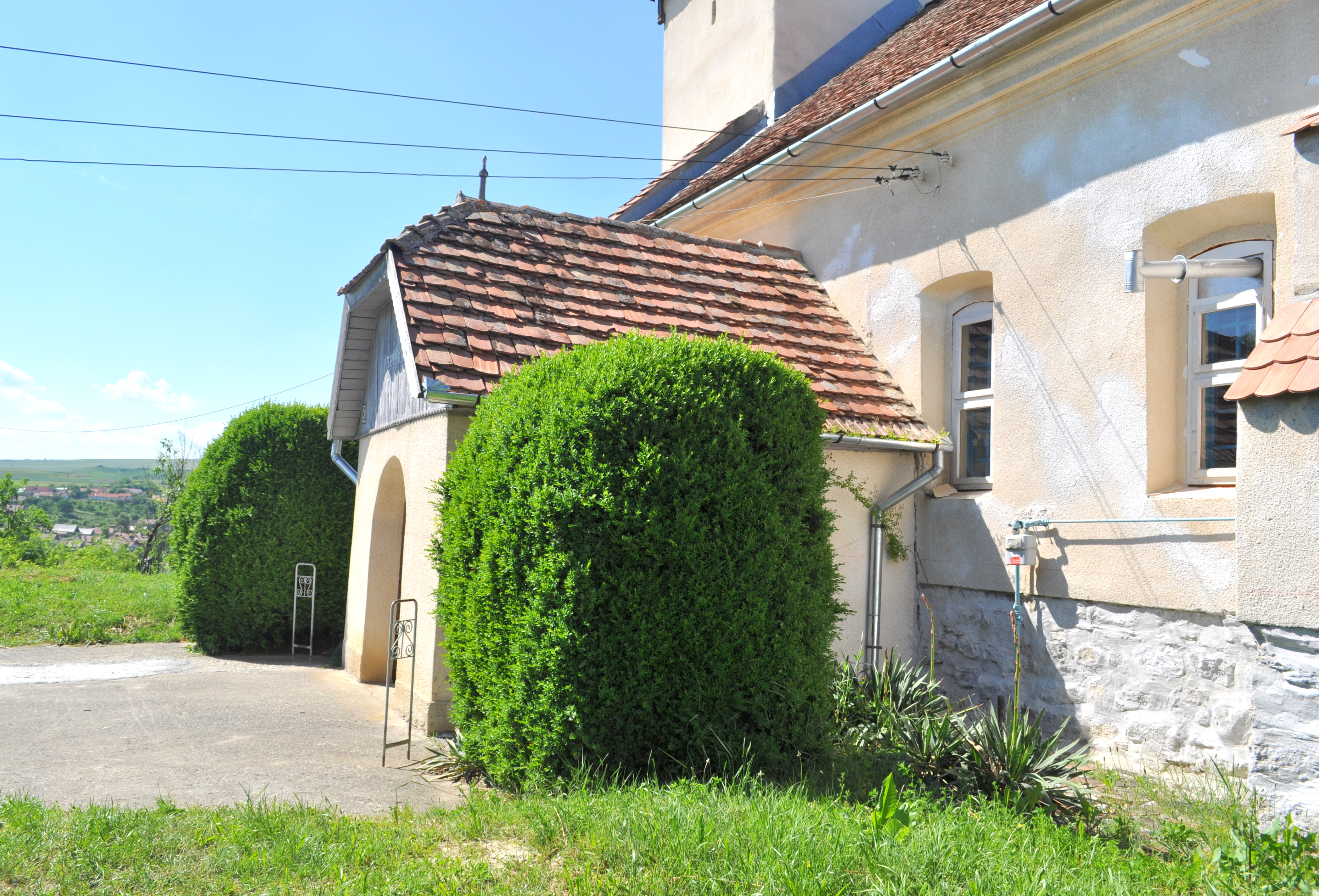
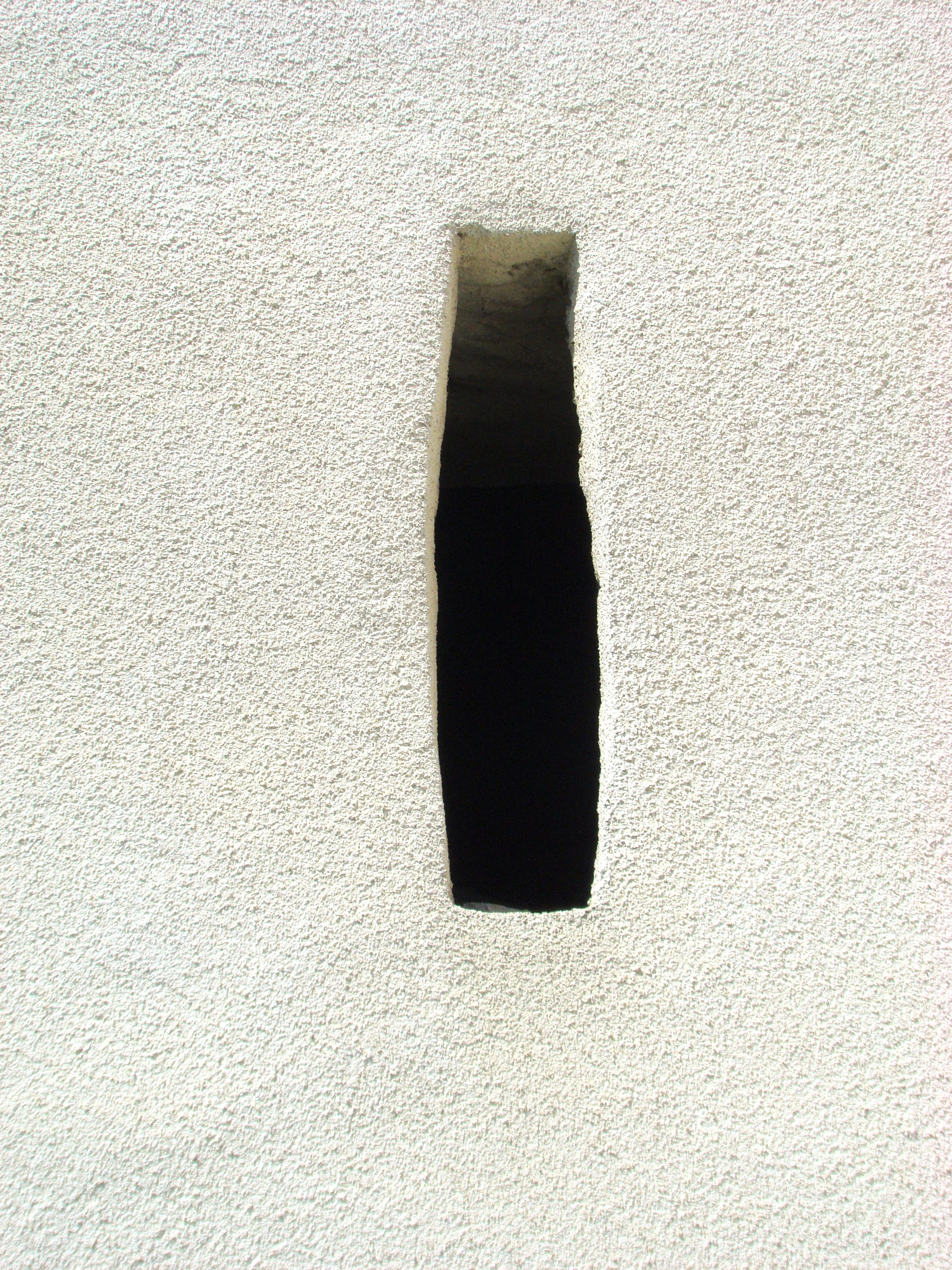
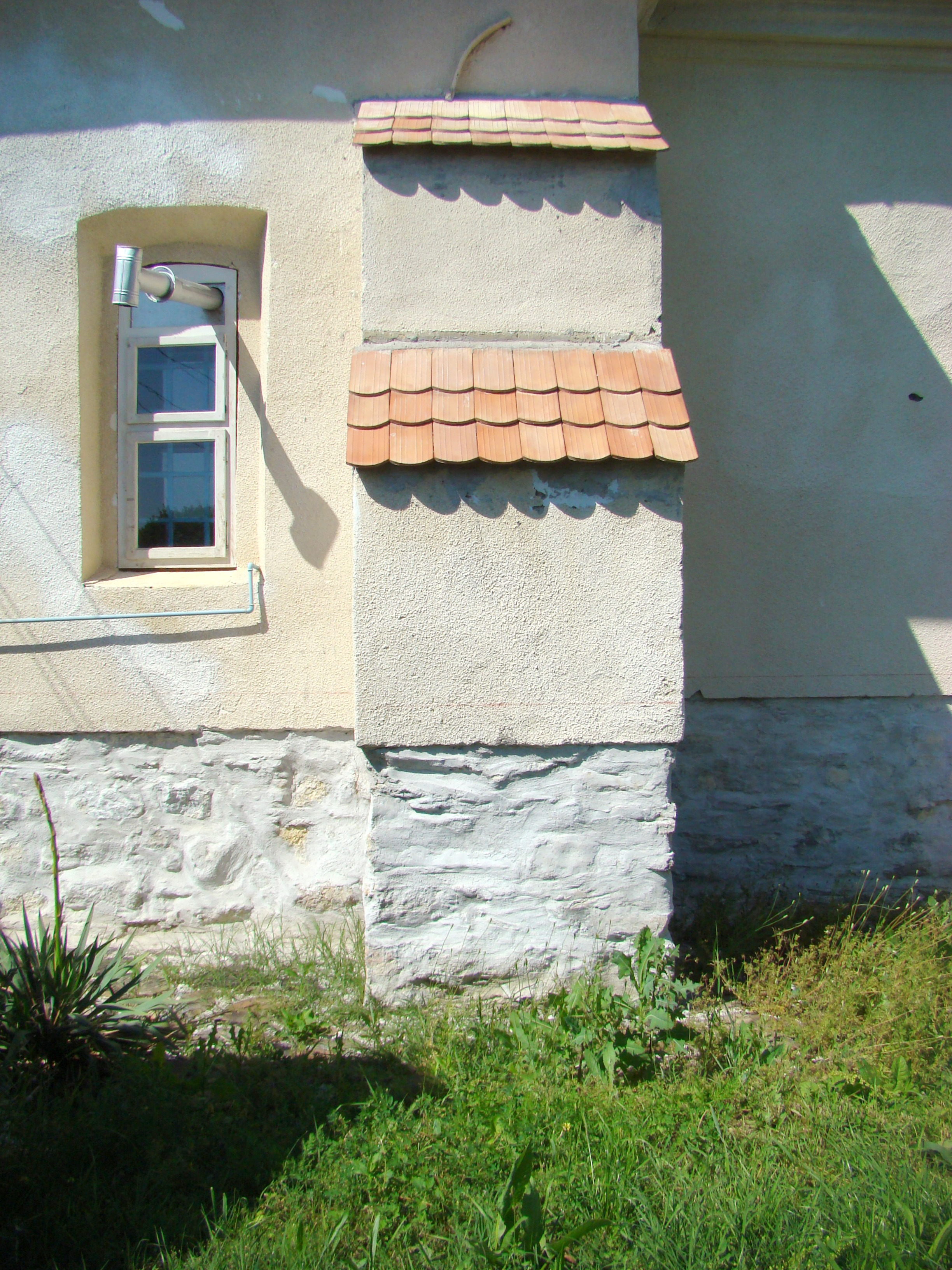
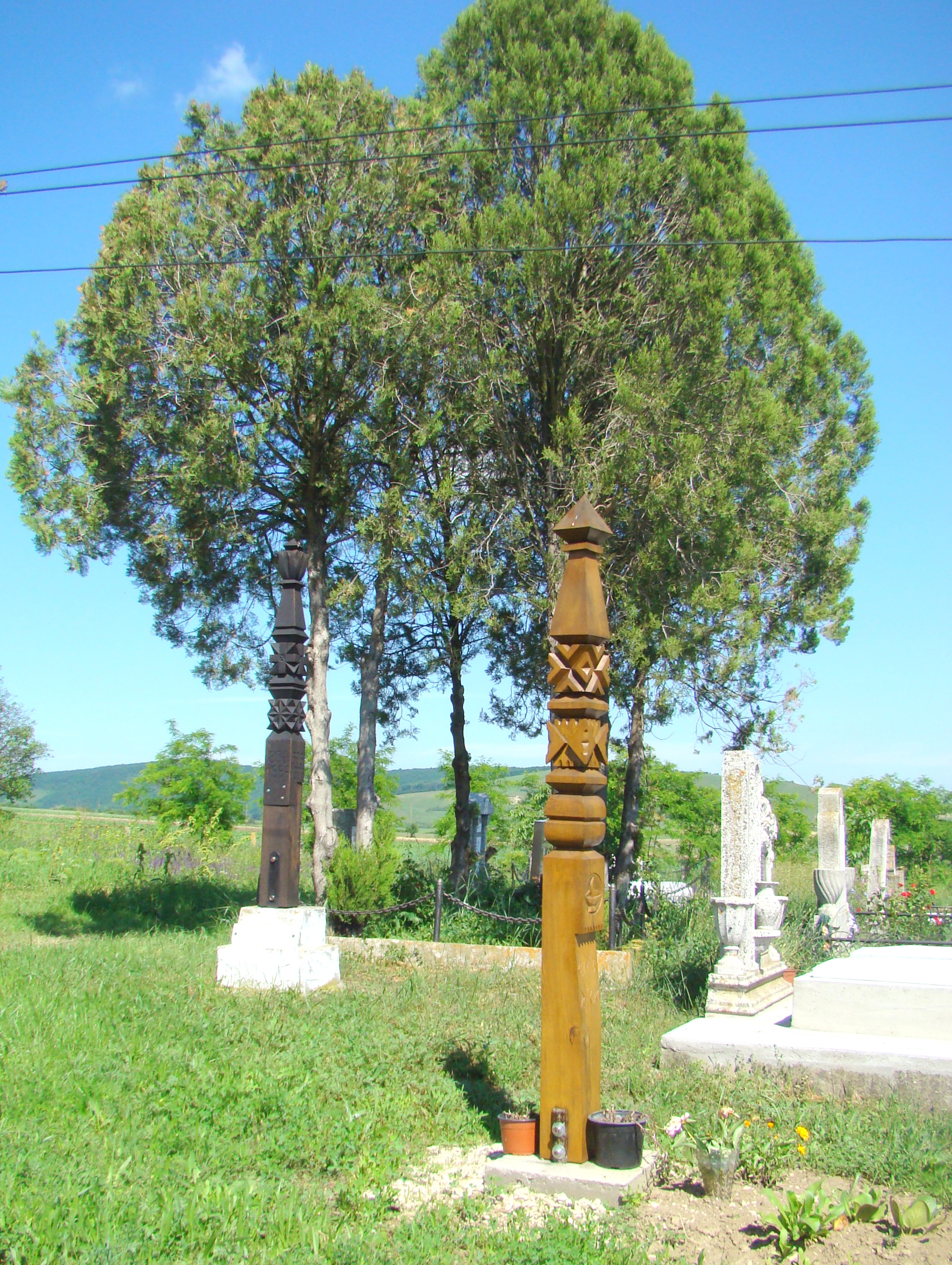
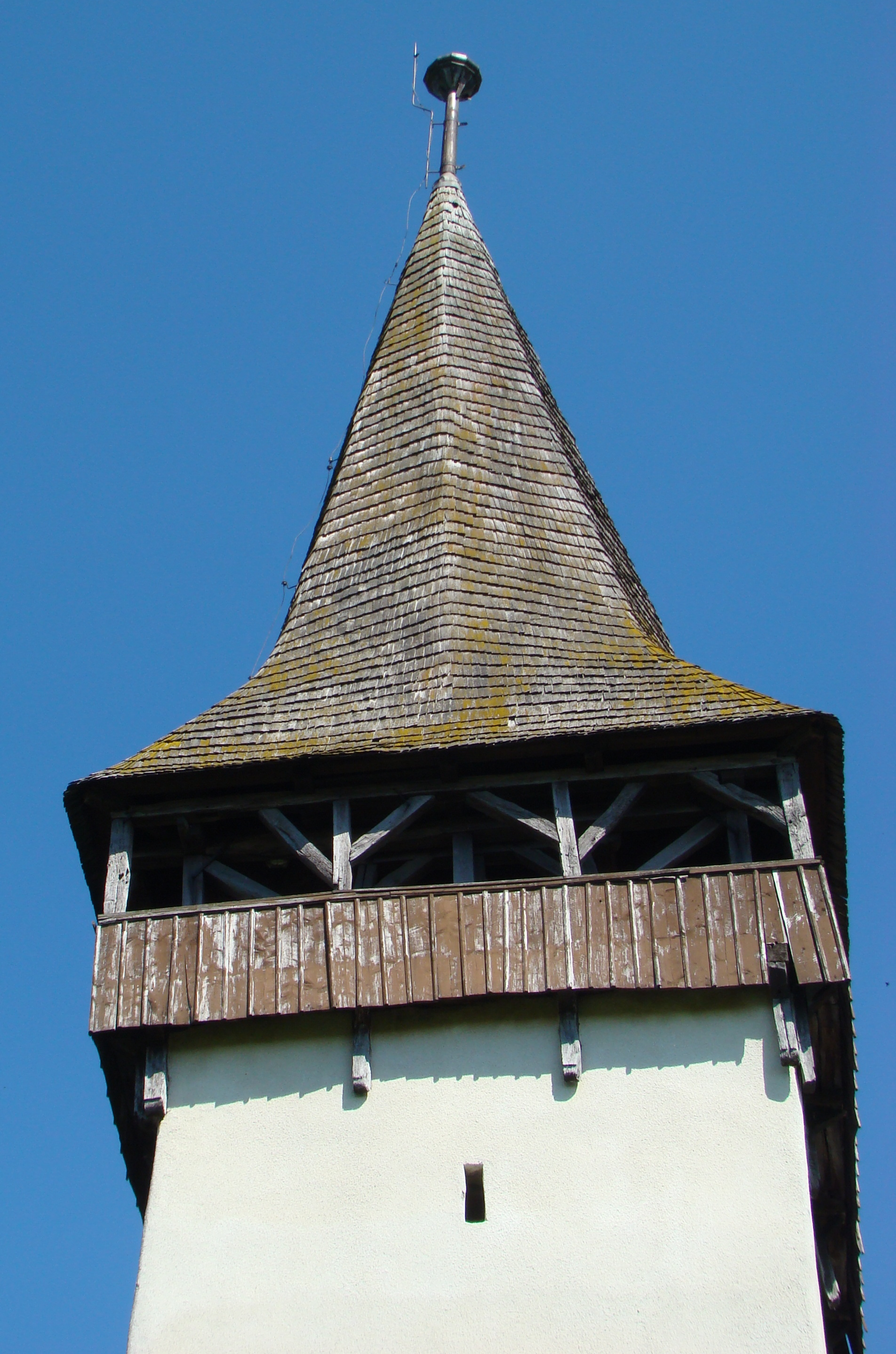
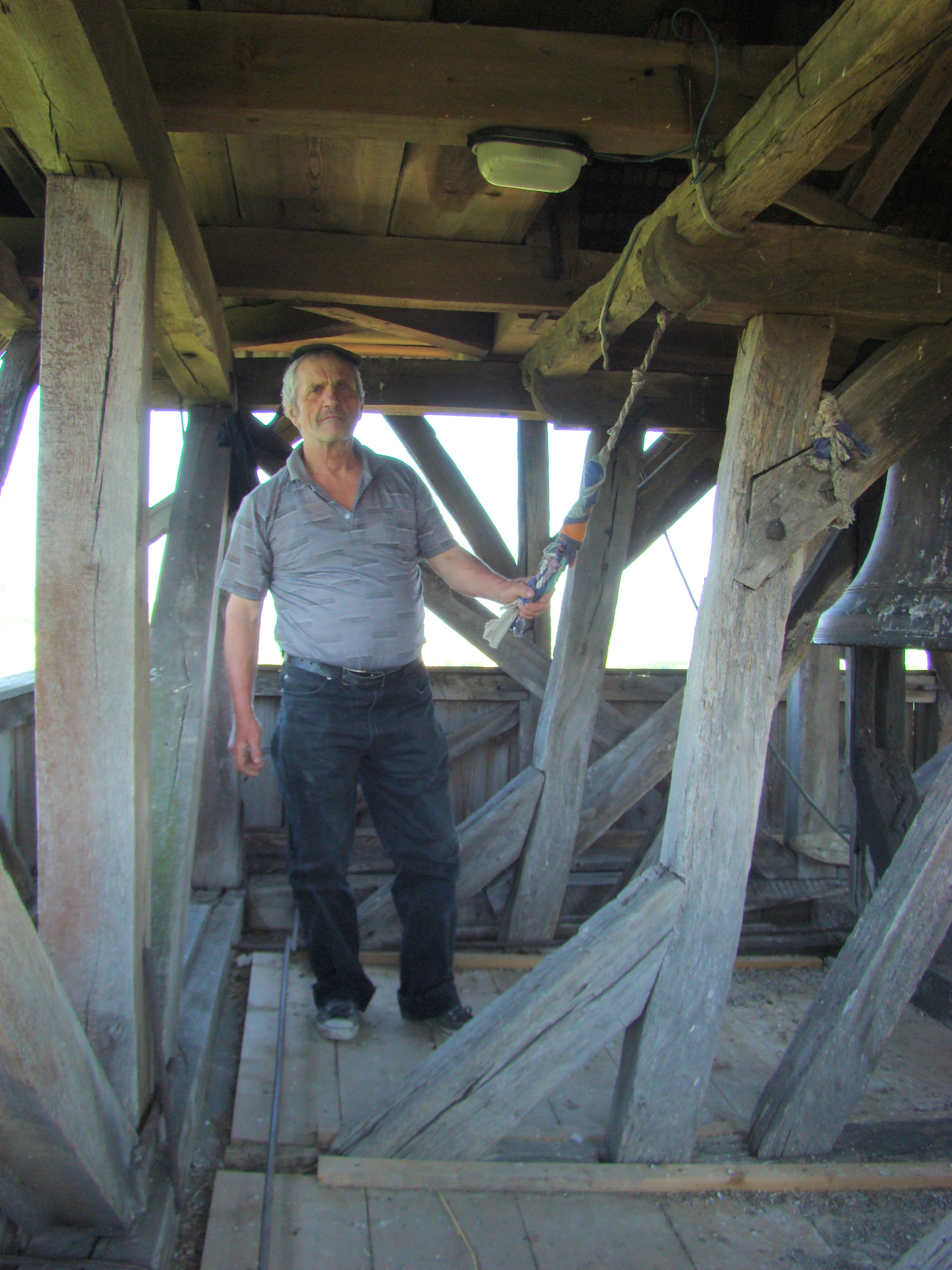
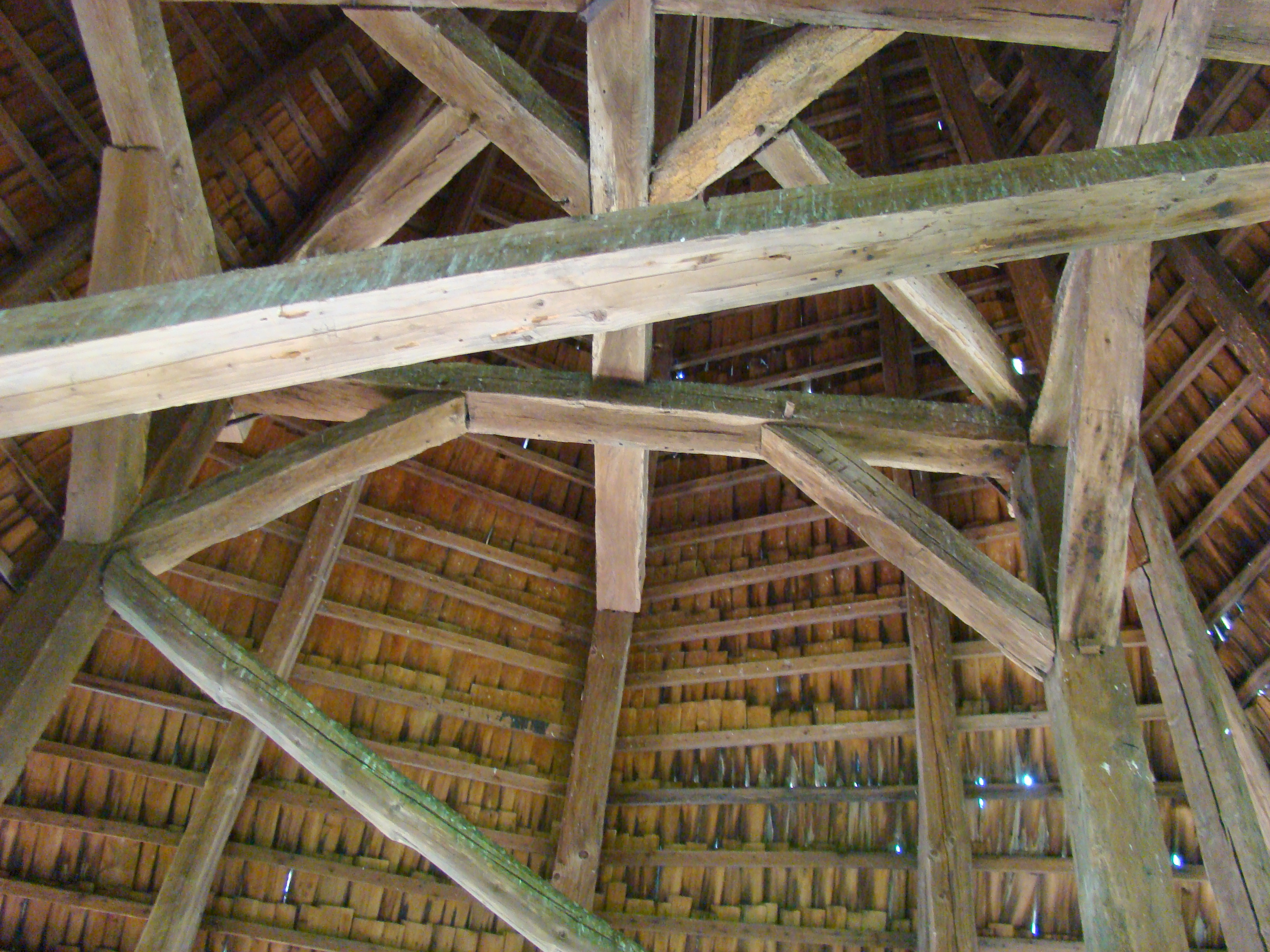
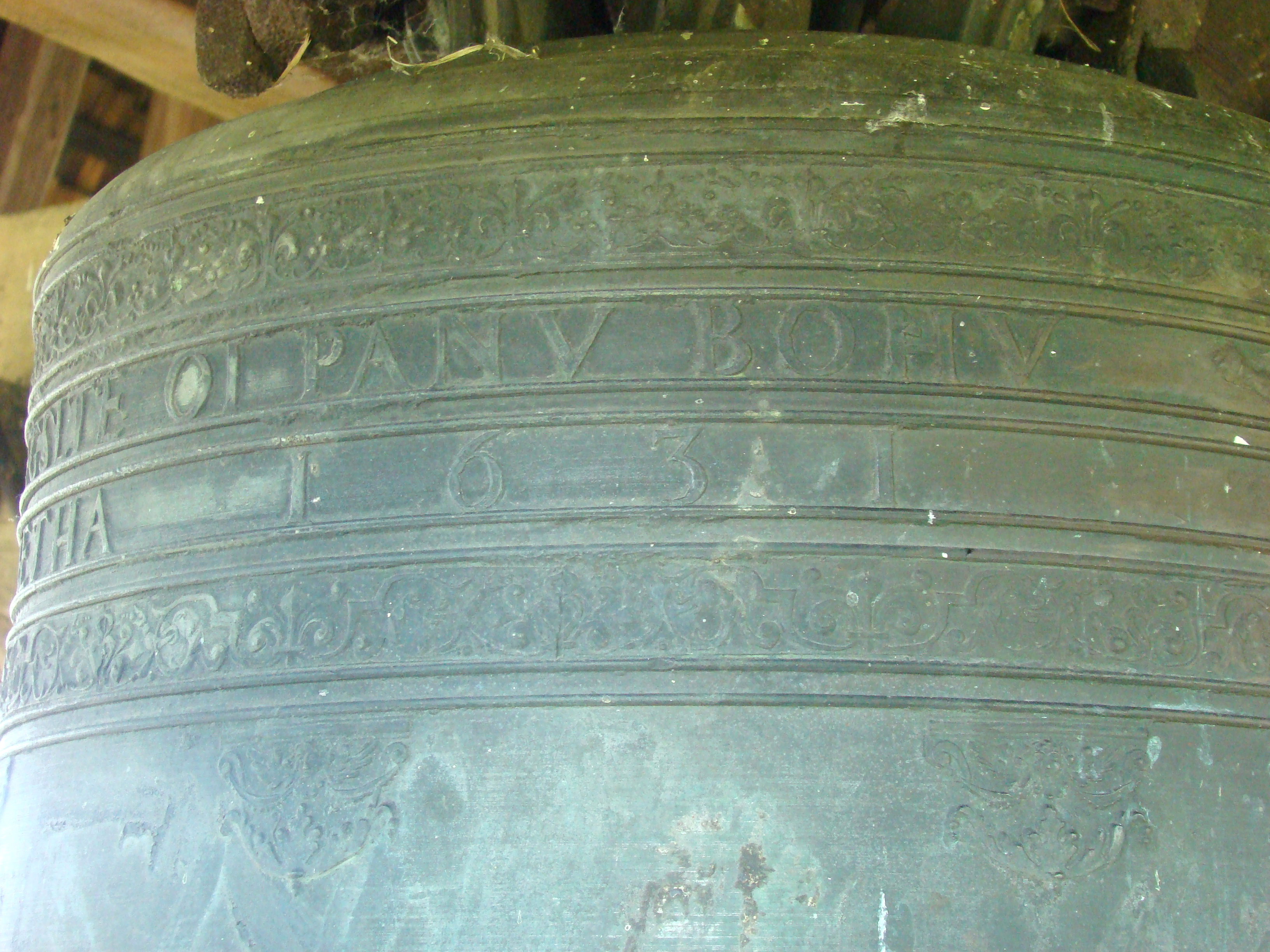
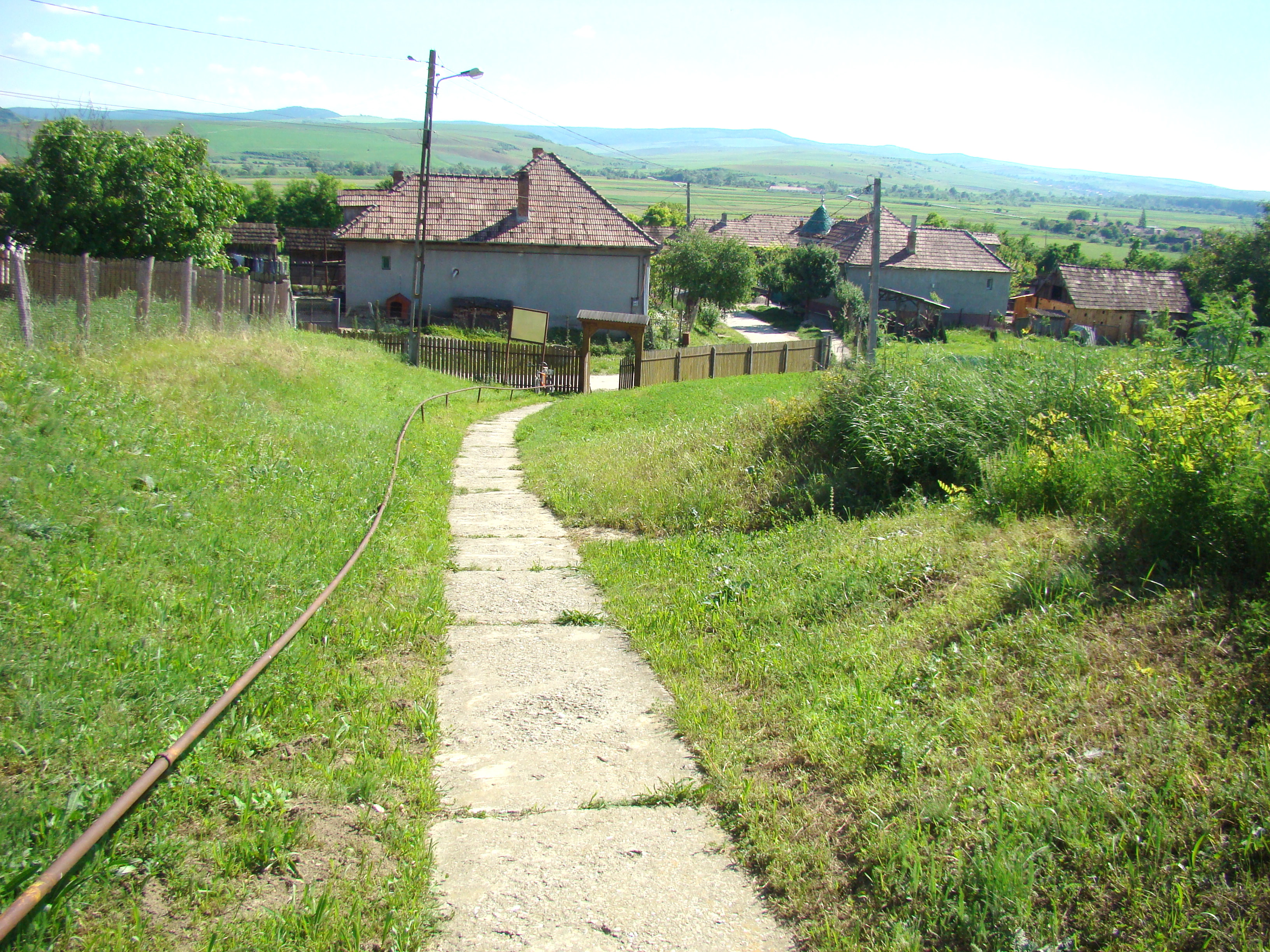
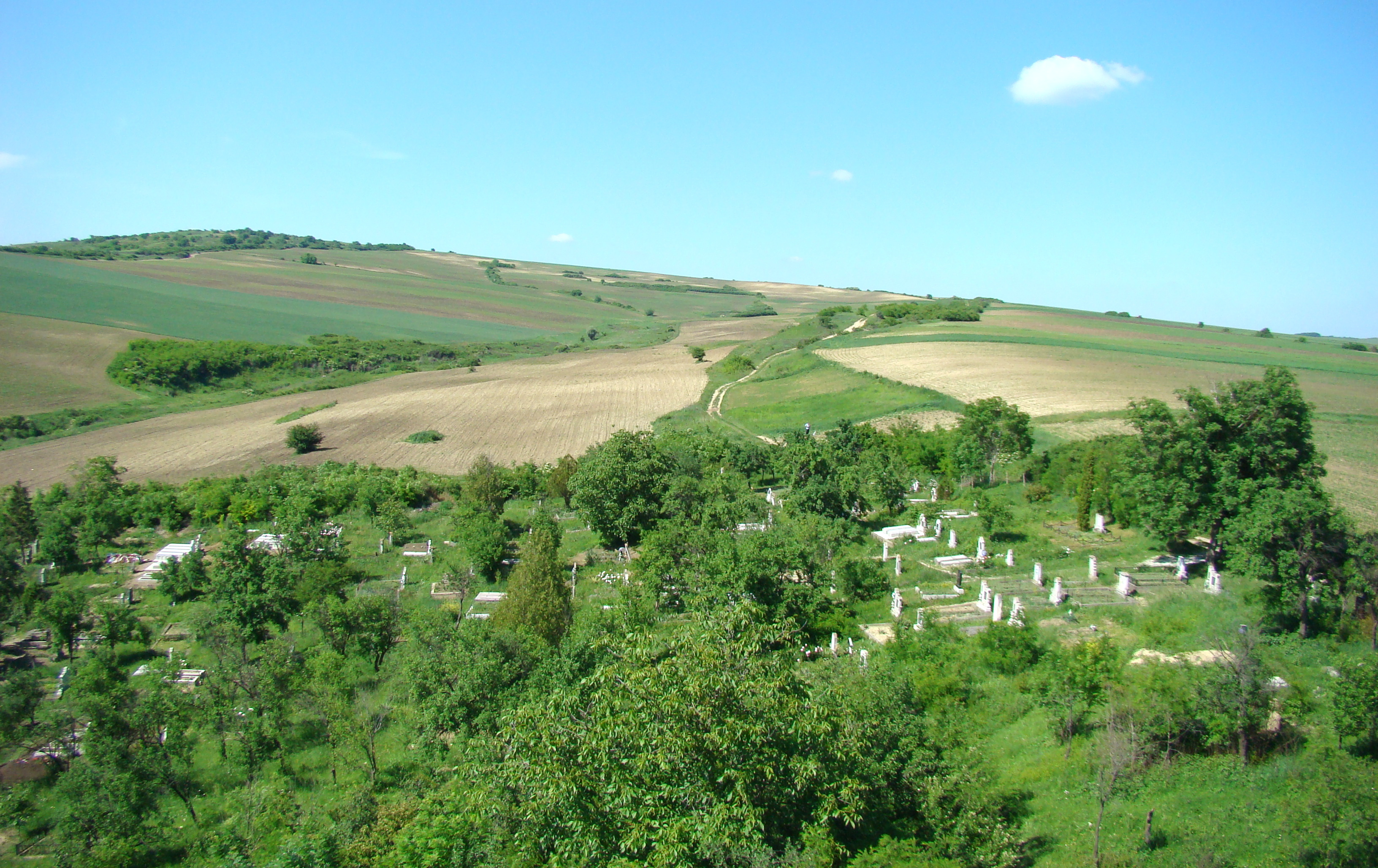

## Imagini din interior

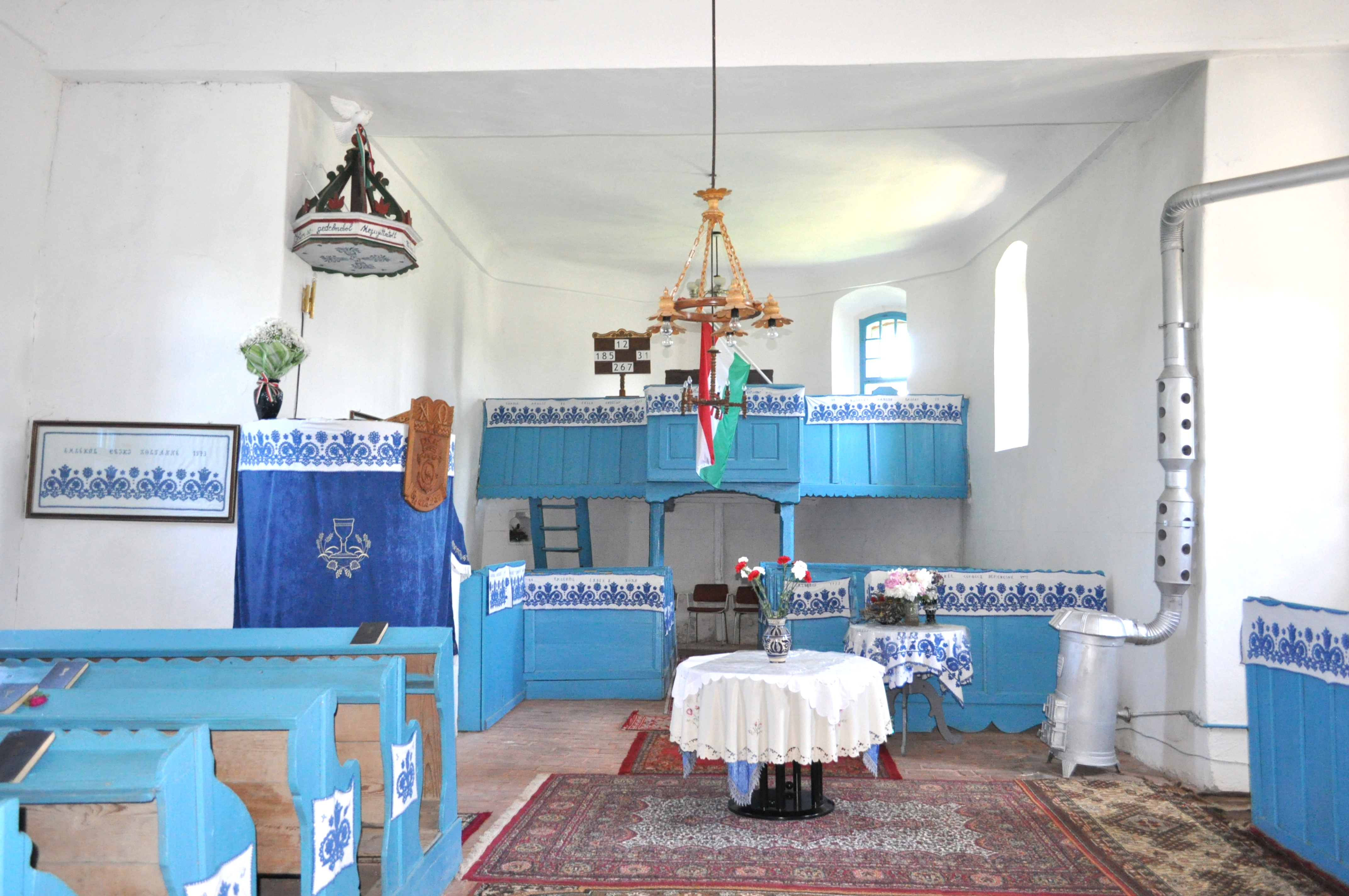
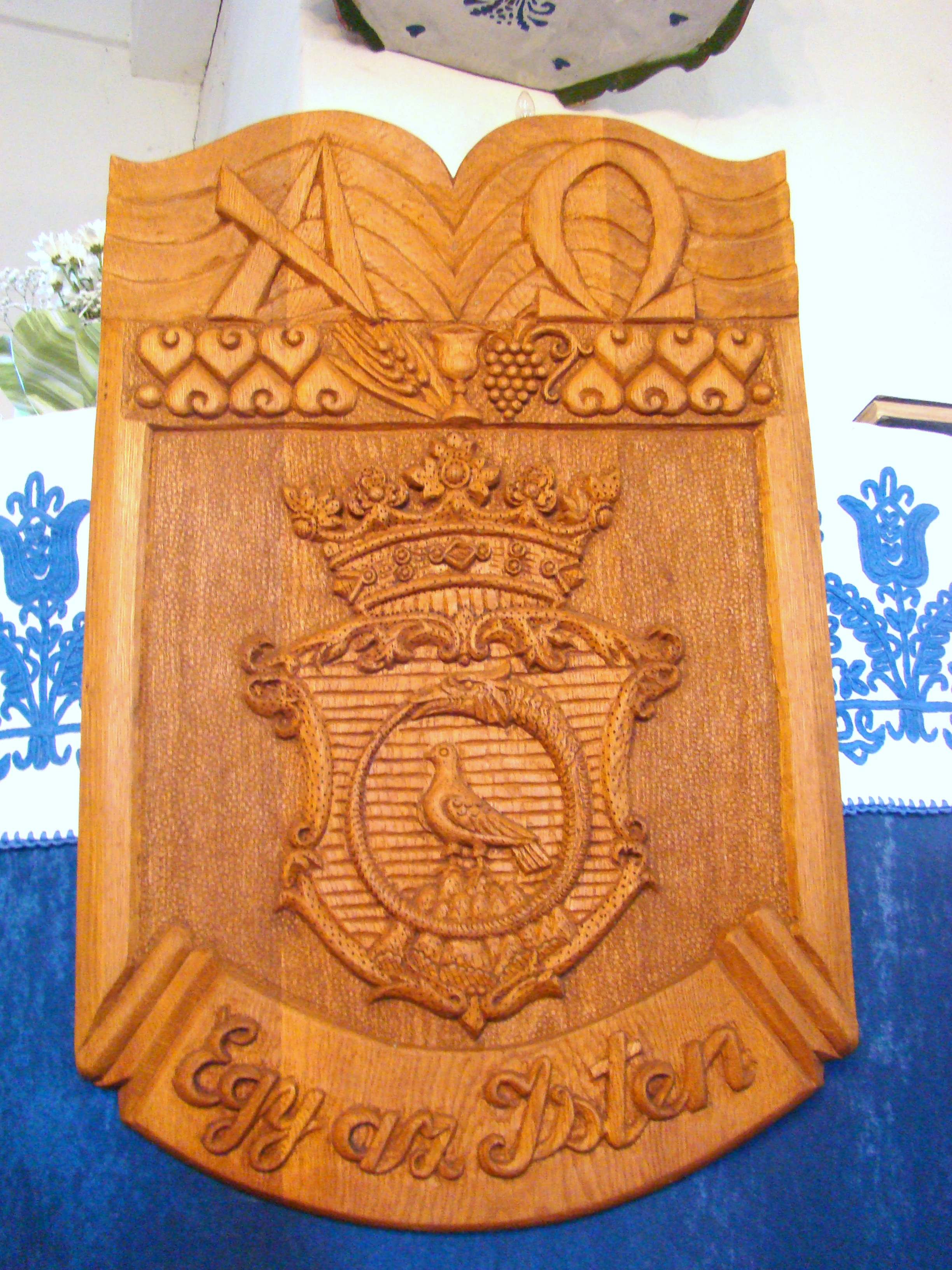
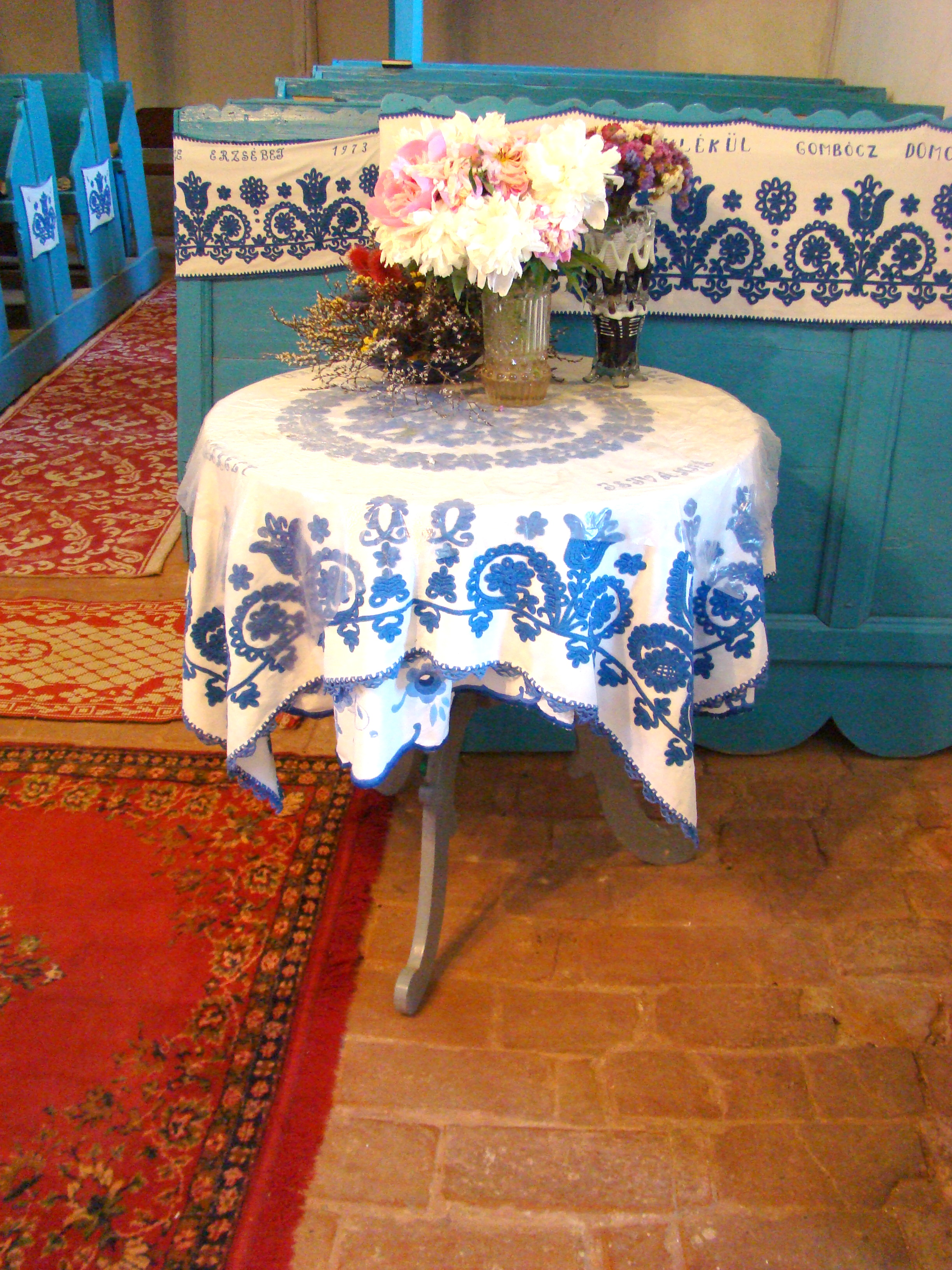
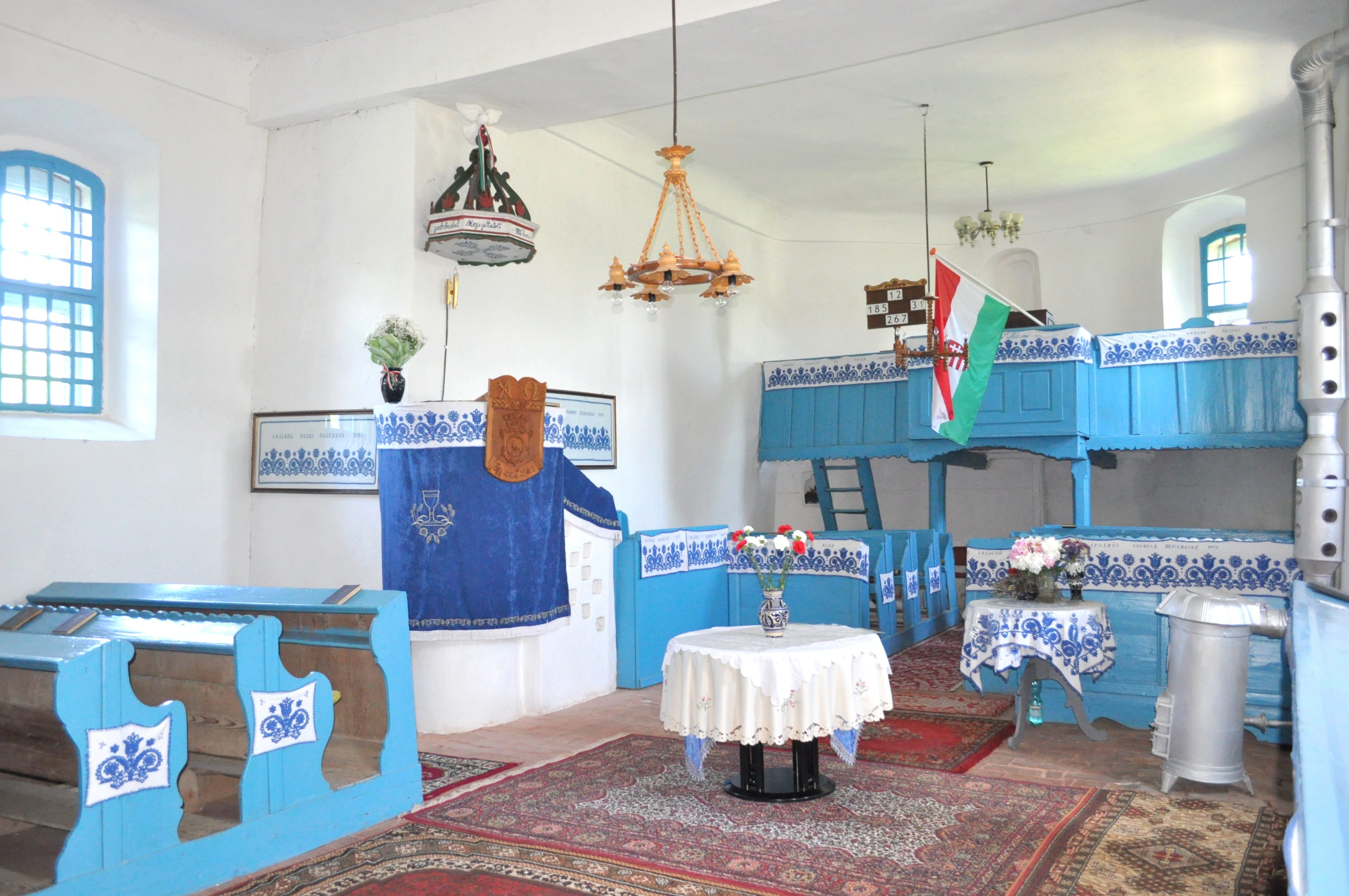
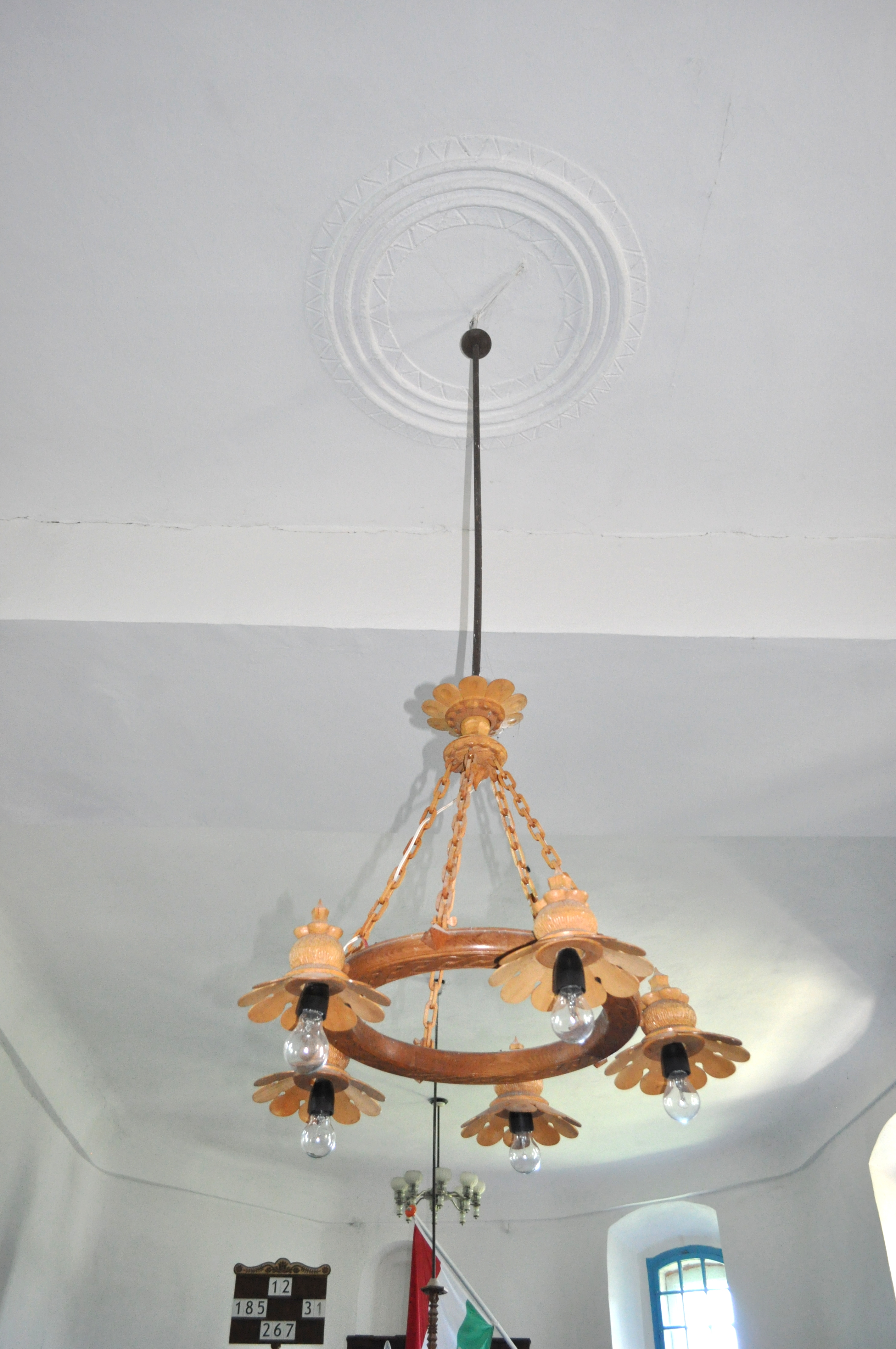
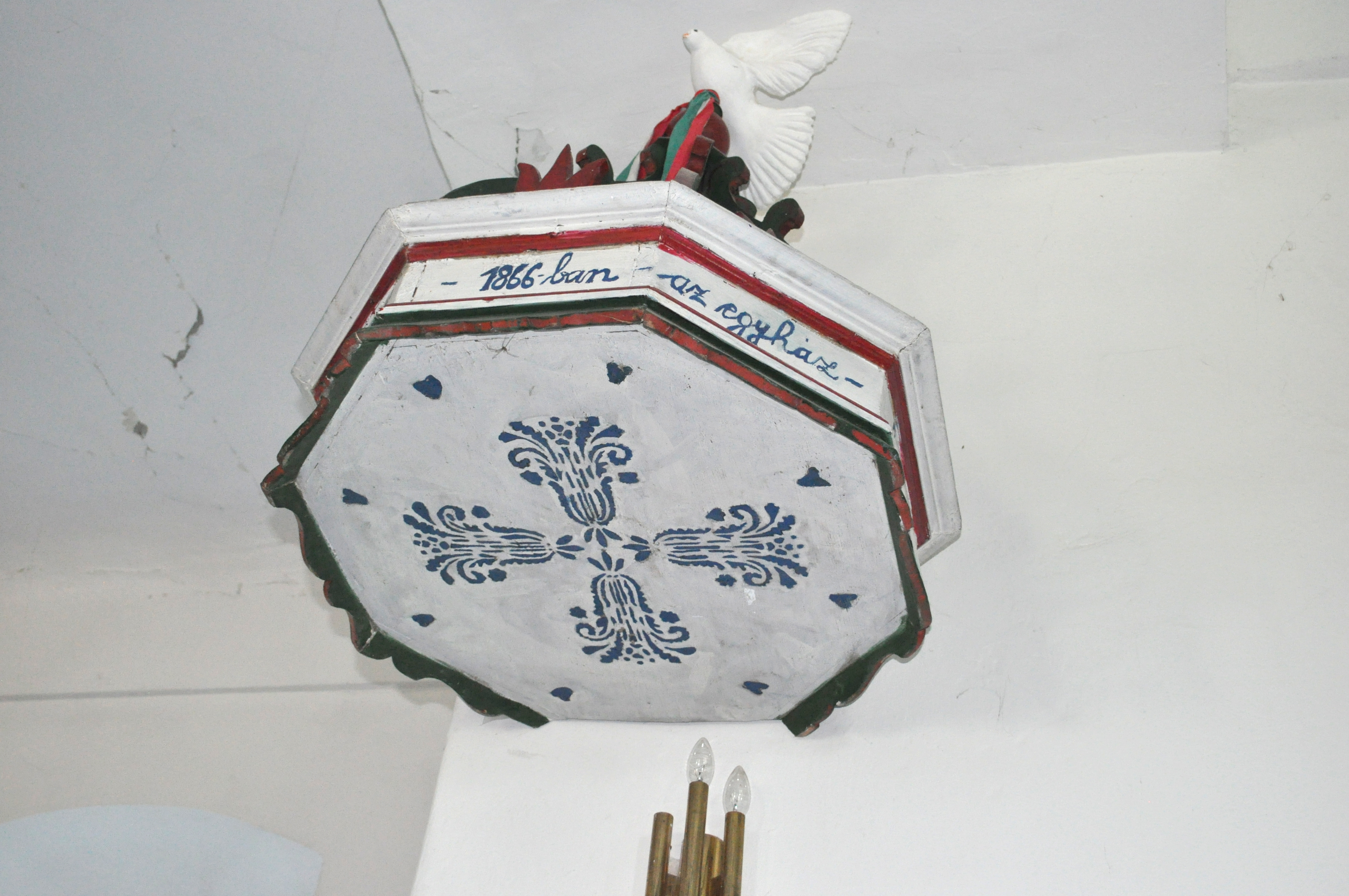
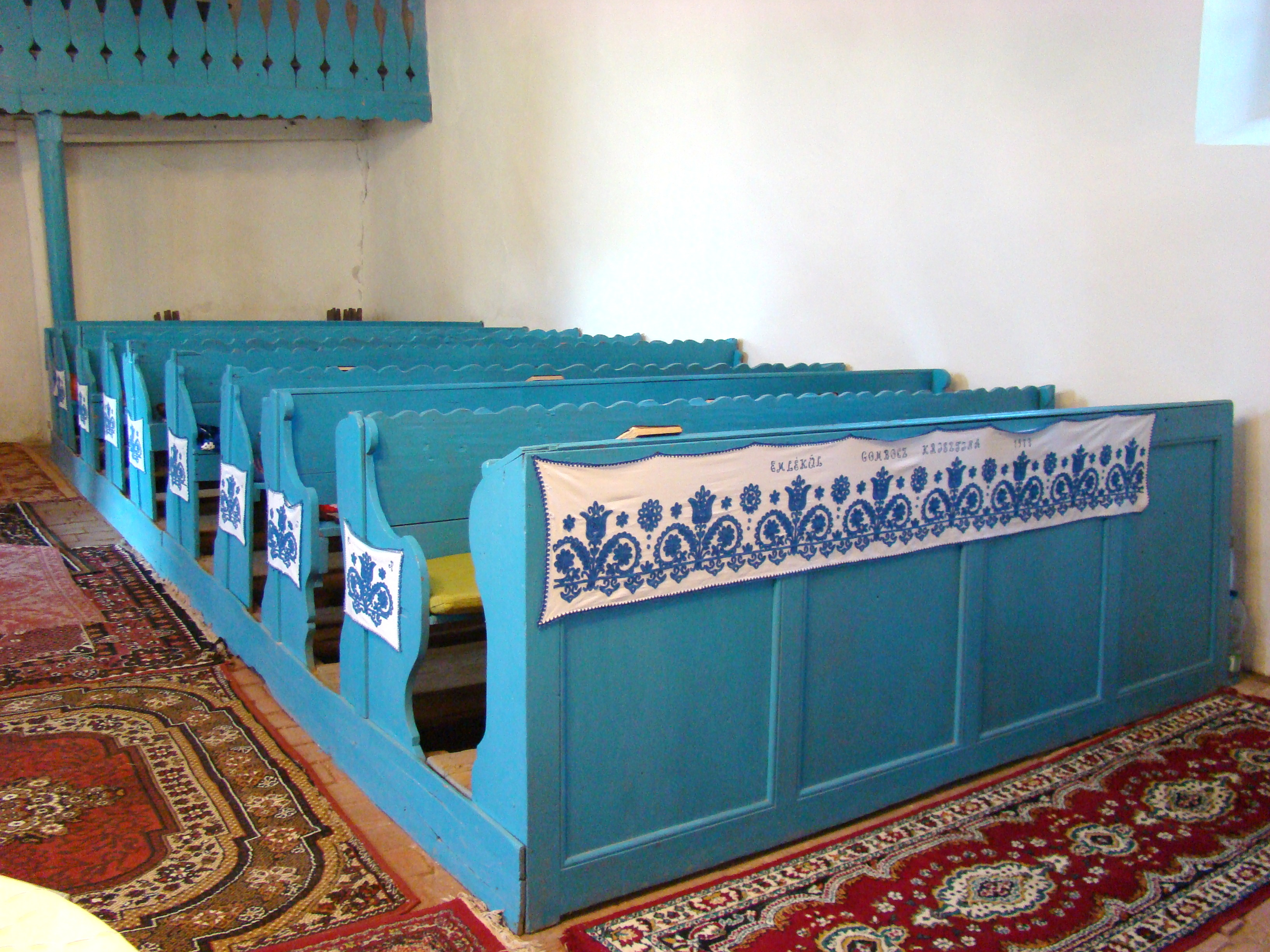
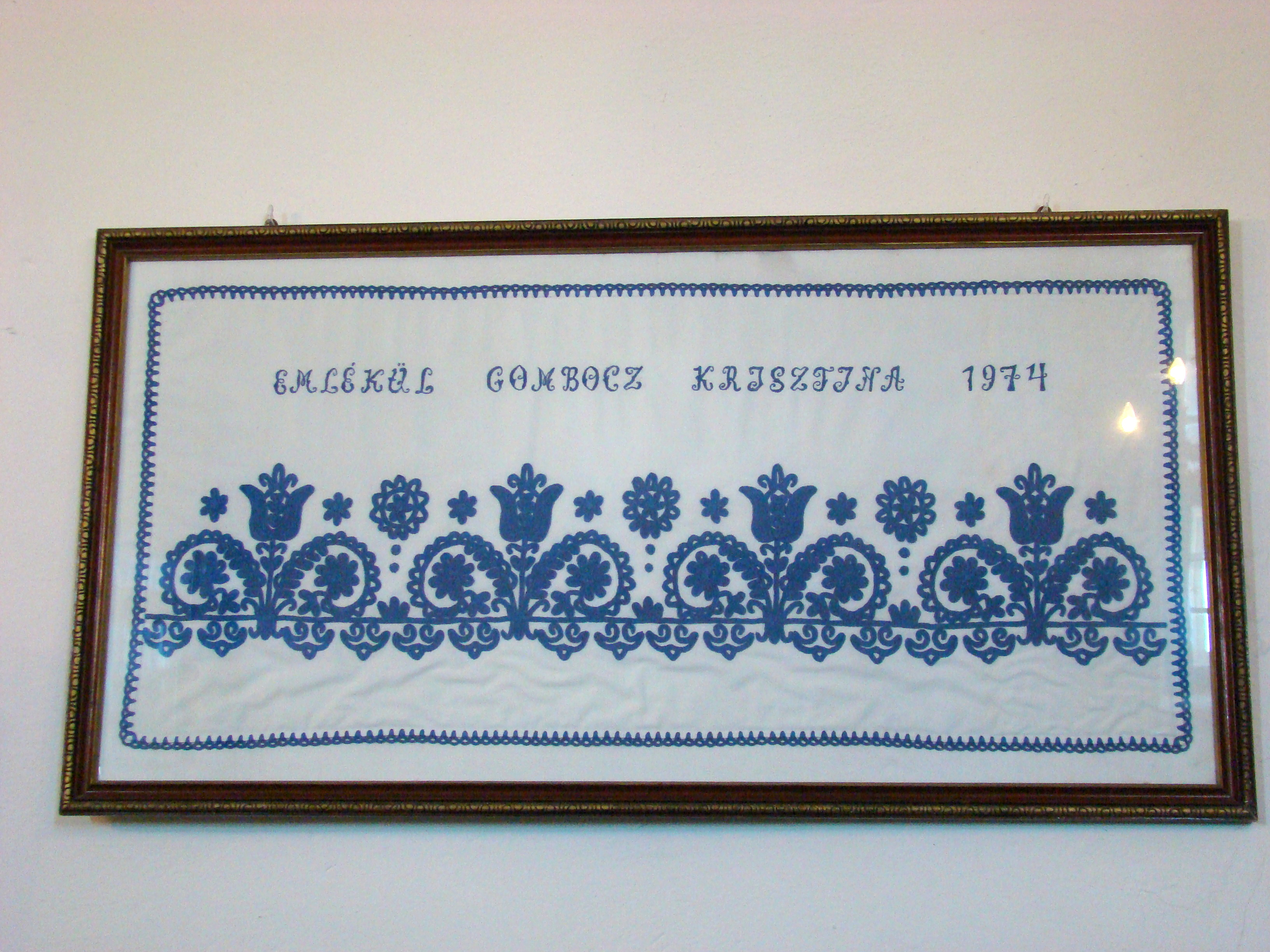
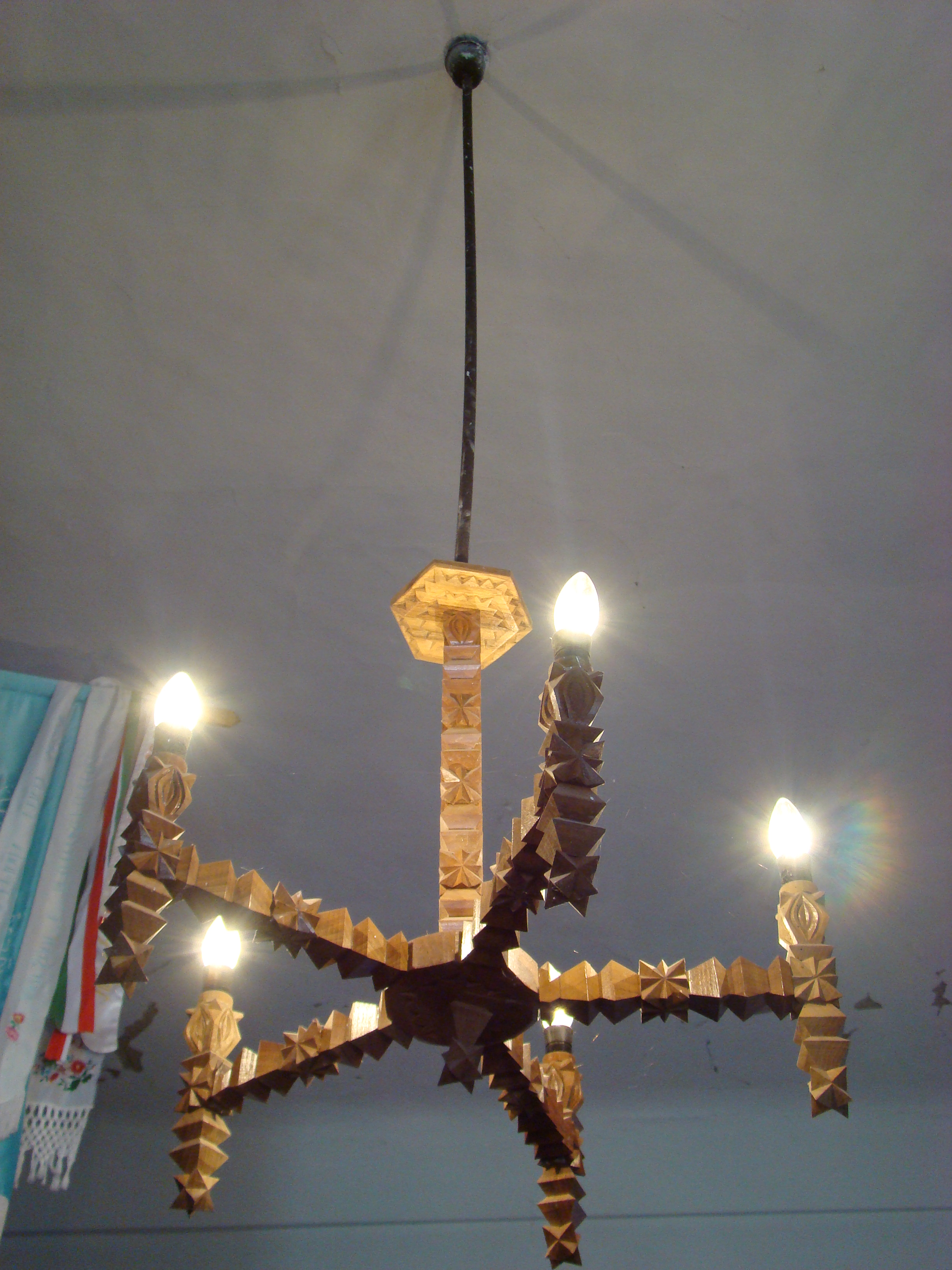
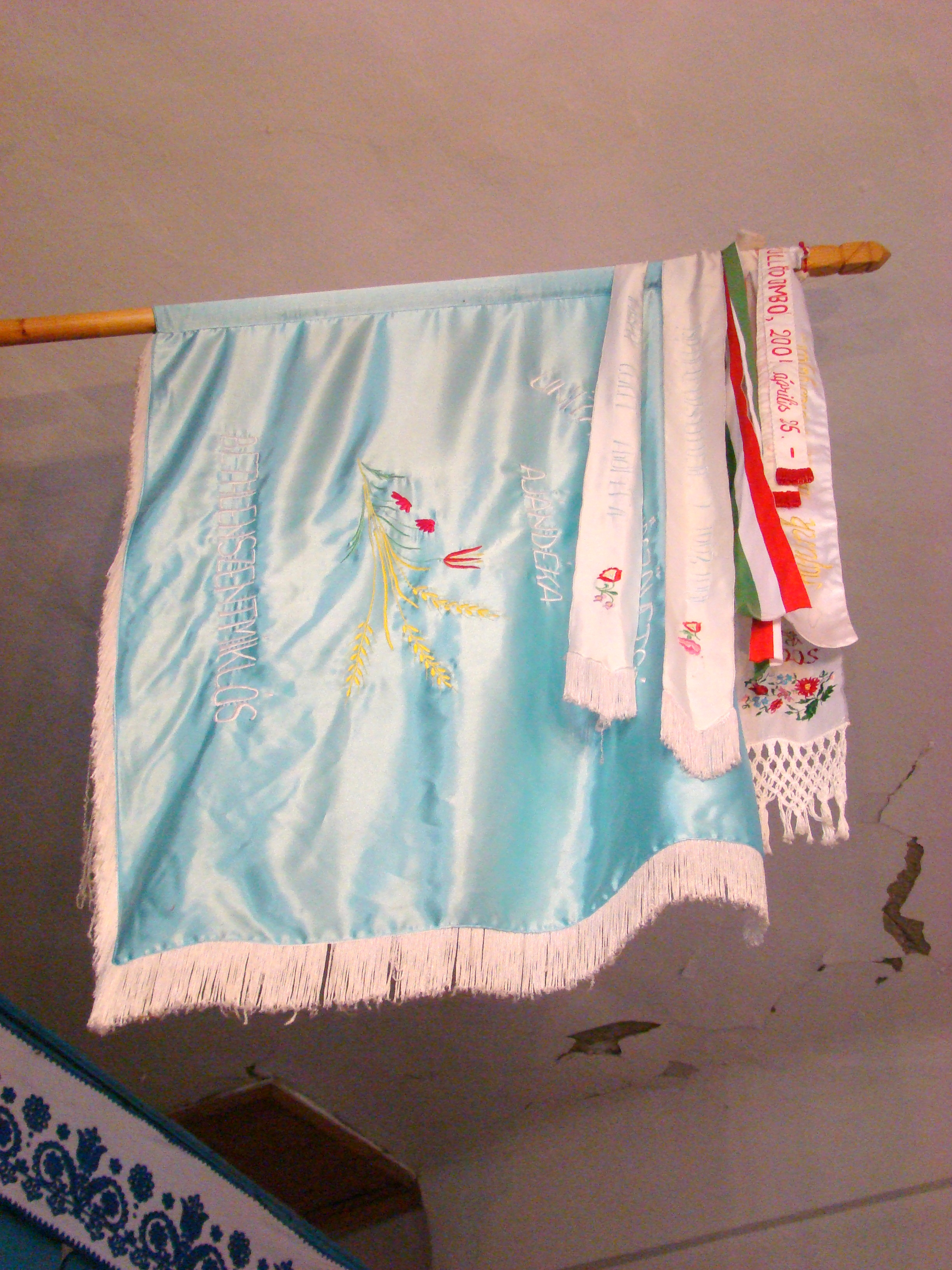
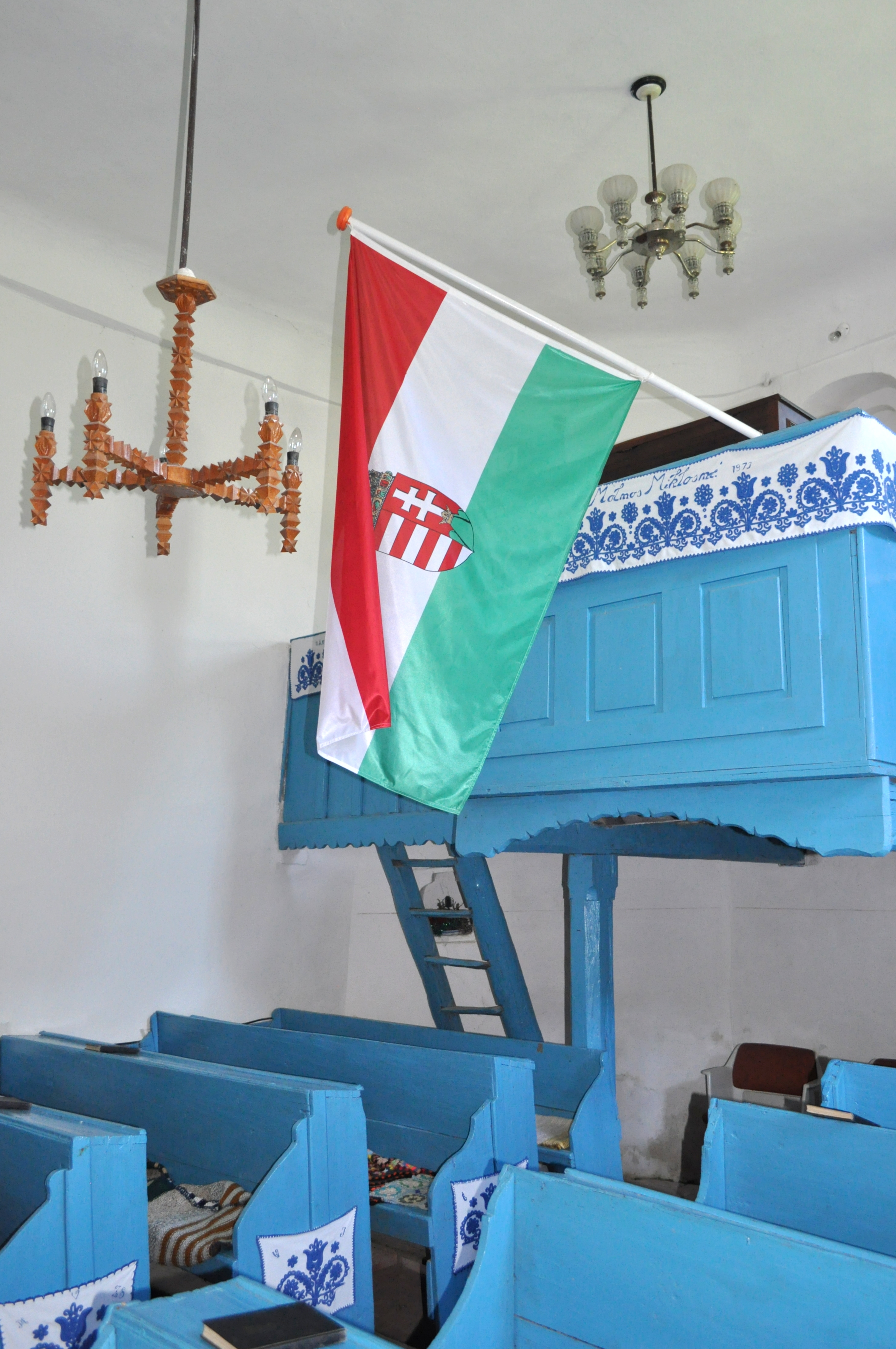
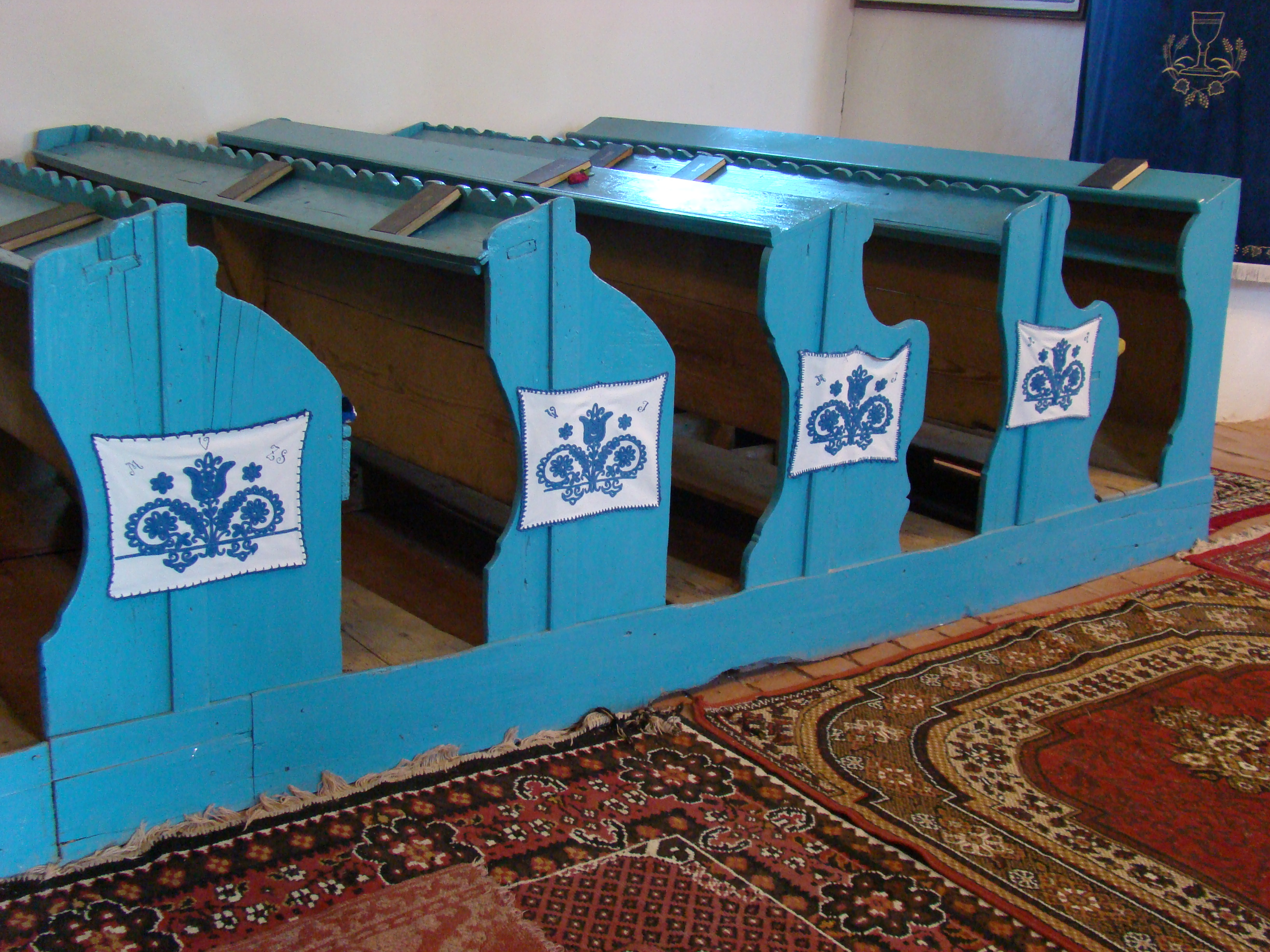
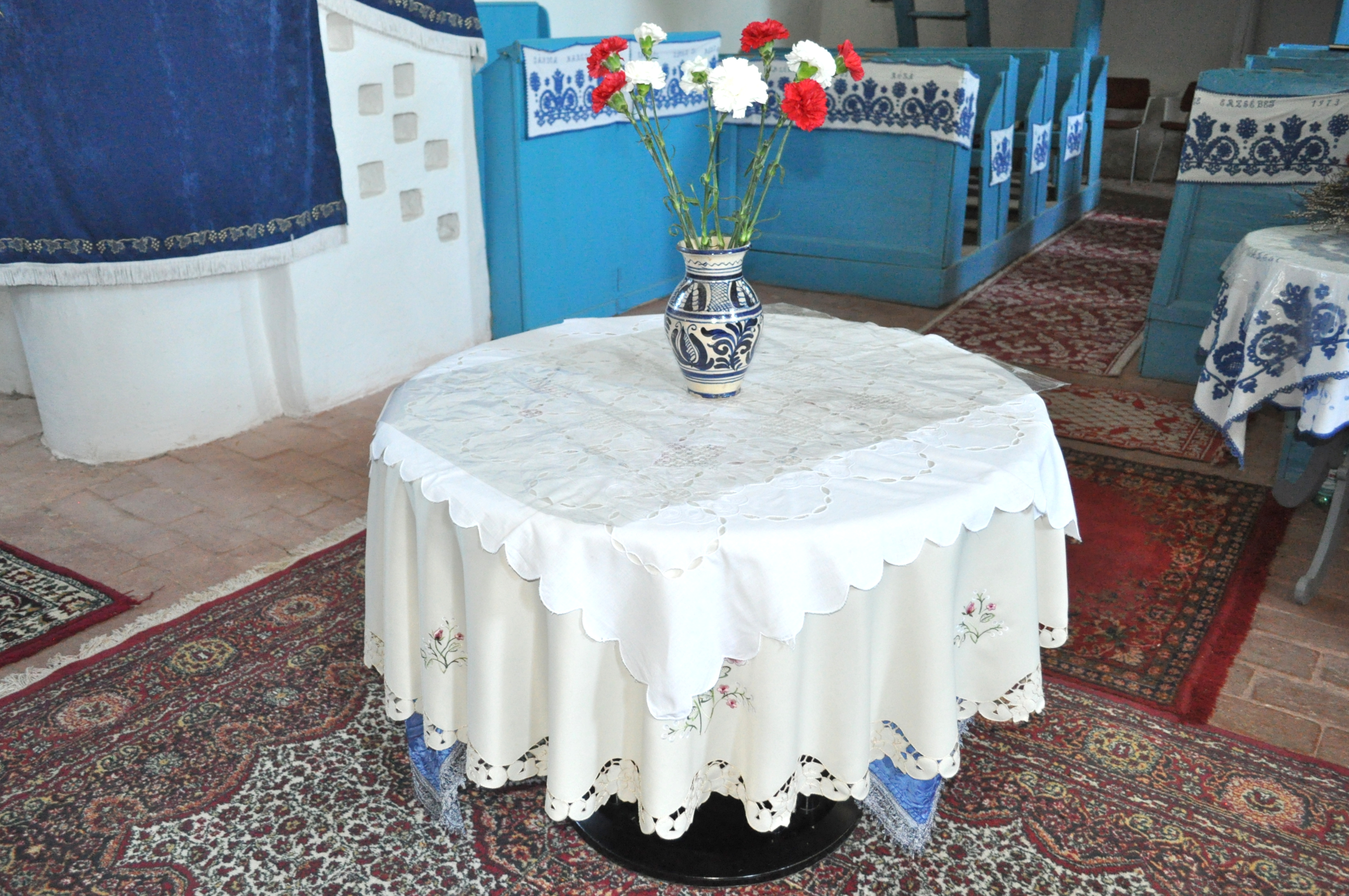
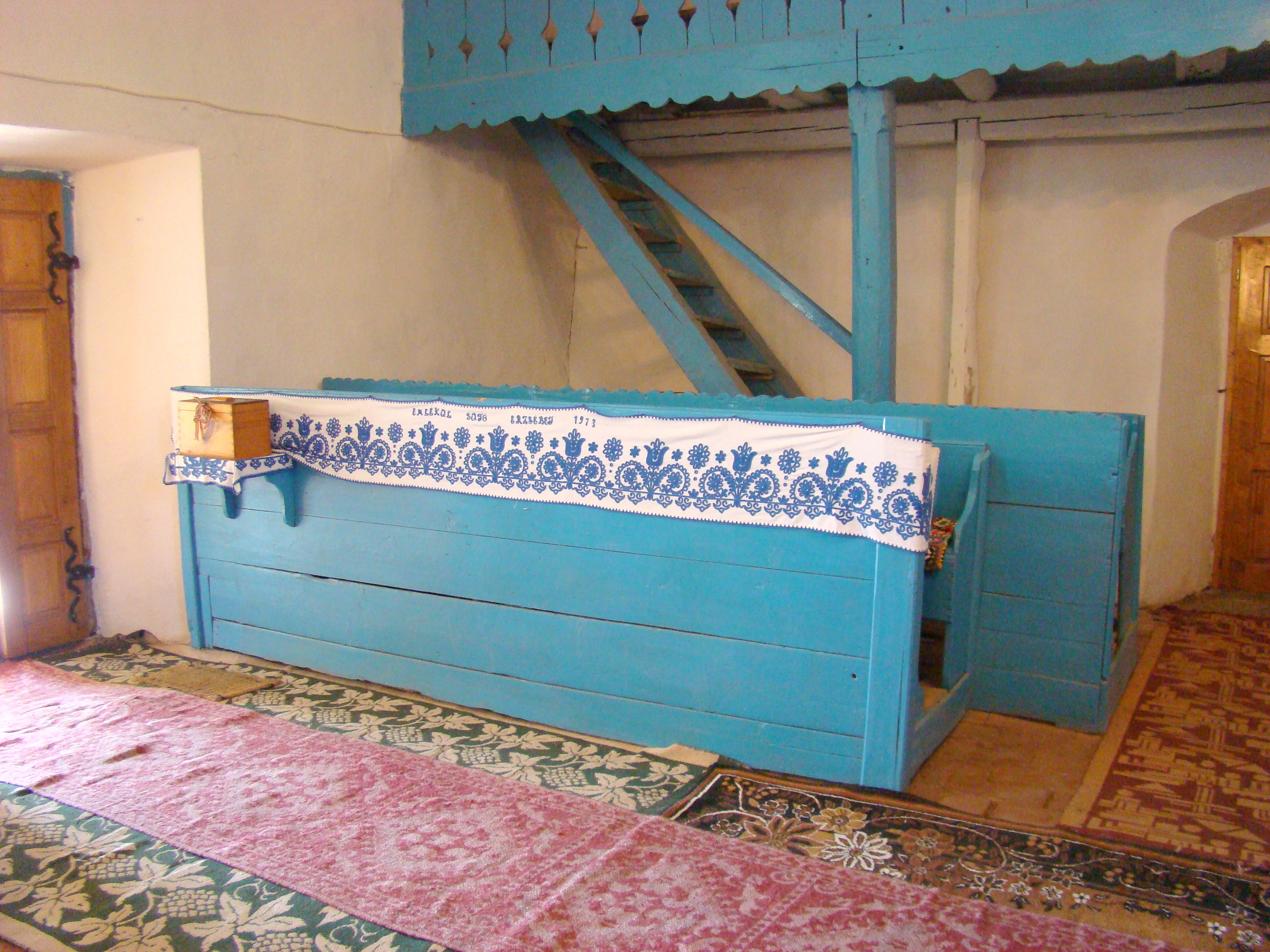
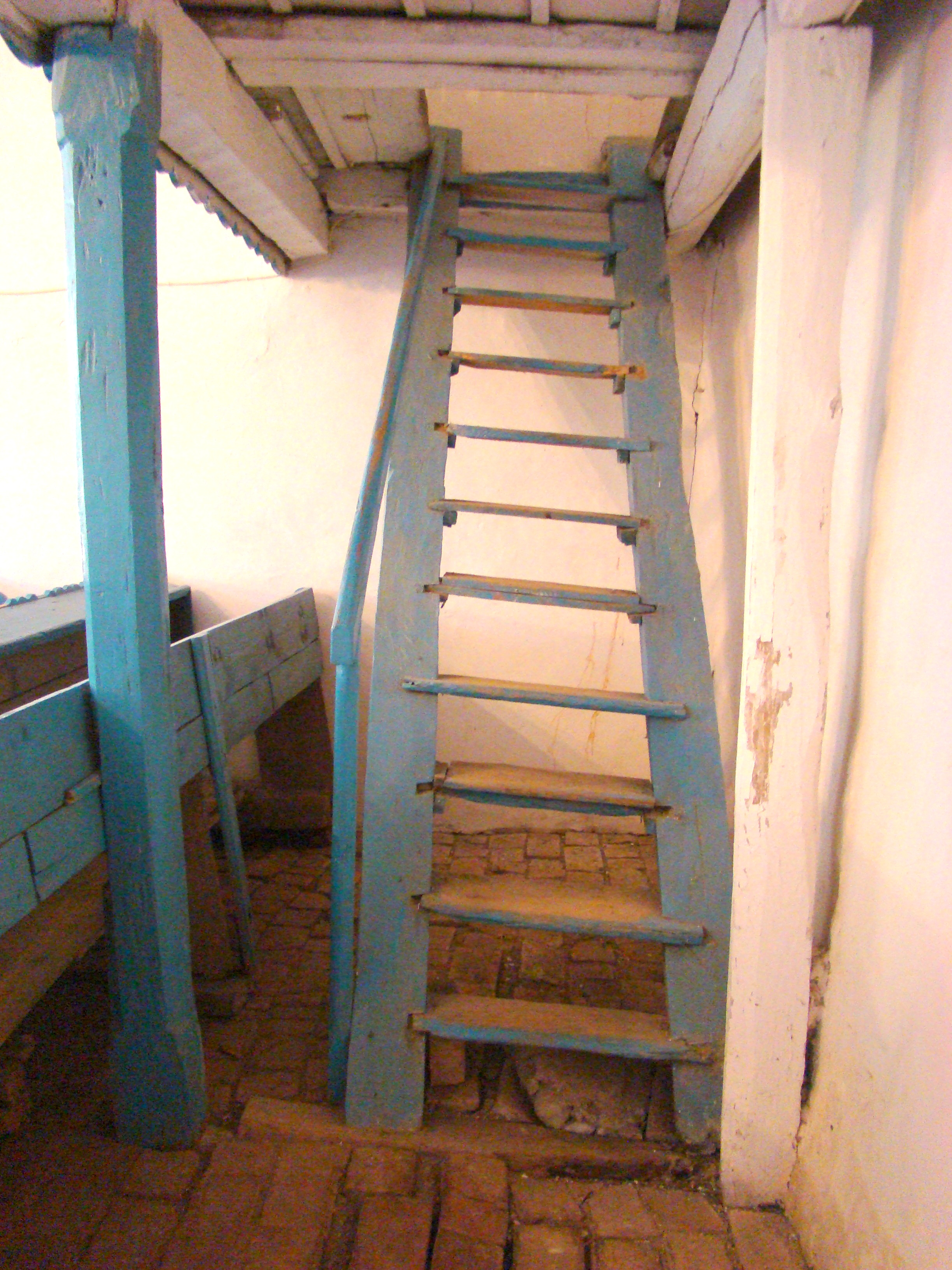
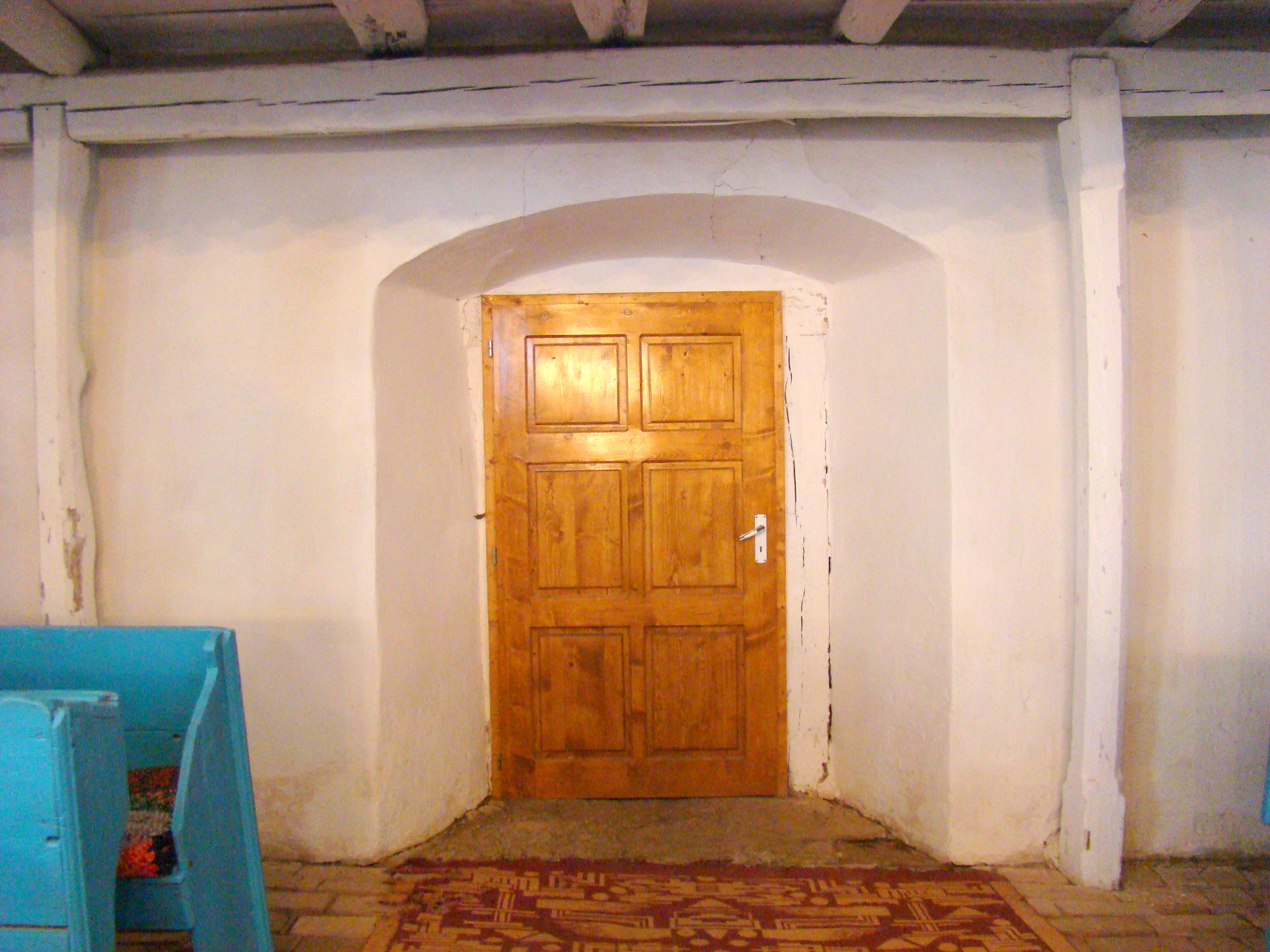

## Vezi și
- Sânmiclăuș, Alba